# Flucht und Migration über das Mittelmeer in die EU

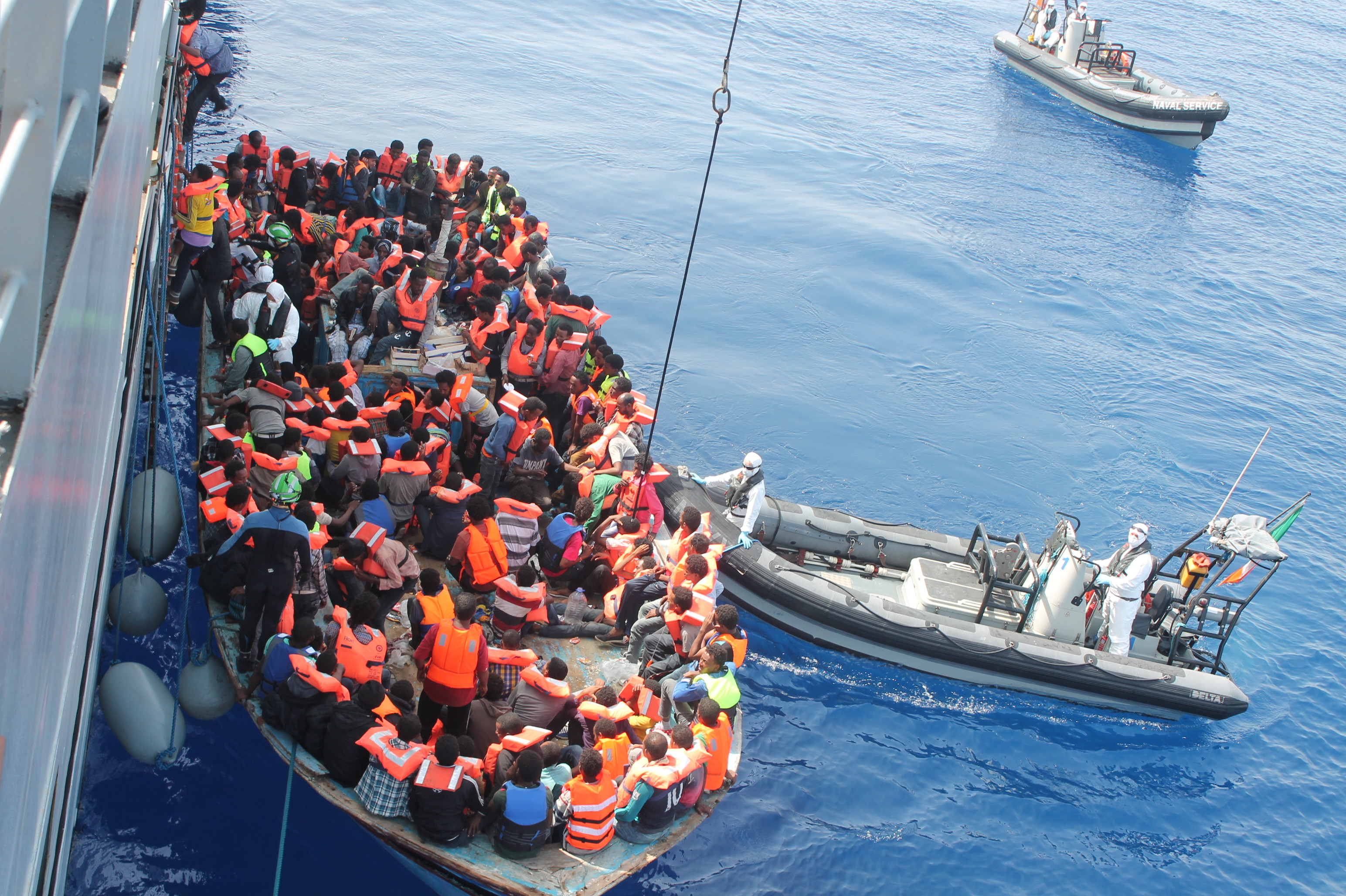
Während der von Frontex geführten Operation Triton im südlichen Mittelmeer rettet das irische Flaggschiff LÉ Eithne Menschen von einem überfüllten Boot, 15. Juni 2015

Die Flucht und Migration über das Mittelmeer in die EU ist eine Migrationsbewegung aus dem Nahen und Mittleren Osten, Nordafrika und Subsahara-Afrika. Gründe für die Flucht bzw. Migration sind schlechte Lebensbedingungen oder kriegerische Konflikte in den Heimatländern der Migranten. Sie ist laut Frontex mit mehr als 220.000 Menschen pro Jahr die am meisten genutzte Fluchtroute in die EU (vor der Balkan-Route mit mehr als 100.000, jeweils für 2023). Damit erfolge „mehr als die Hälfte der verzeichneten irregulären Grenzübertritte (...) über das zentrale Mittelmeer.“
Der Weg über das Mittelmeer gilt als die weltweit gefährlichste Route für Migranten. Viele der Migranten sind auf ihrem Weg der Ausbeutung durch kriminelle Schleuser und Gefahren für ihr Leib und Leben ausgesetzt. Im Mittelmeer ertrinken so jährlich tausende Menschen. Menschenrechtsorganisationen und der Hohe Flüchtlingskommissar der UN kritisieren den mangelhaften Einsatz der Anrainerstaaten für sichere Wege und die staatlichen Defizite bei der Seenotrettung von Flüchtlingen. Die EU und ihre Mitgliedstaaten versuchen, Flucht- und Migrationsbewegungen über das Mittelmeer vor allem über Kooperation mit Drittstaaten in Nordafrika zu verhindern. Die dortigen Zustände aber werden ebenfalls von Menschenrechtlern kritisiert.

## Bezeichnung der Menschen in den Booten und Schiffen
In der Politik und in den Medien wird häufig von „Mittelmeer-Flüchtlingen“ gesprochen, wobei mit diesem Begriff unterschiedslos Flüchtlinge im engeren Sinne des deutschen Grundgesetzes, subsidiär Schutzberechtigte und Migranten ohne Aussicht auf Asyl bezeichnet werden. Gelegentlich wird der aus dem Englischen stammende Begriff Boat-People verwendet.Migrant wird oft als neutraler Oberbegriff für Personengruppen mit evtl. verschiedenen Reisebegründungen verwendet.

## Migrationsursachen und Herkunftsländer
Die Gründe, weshalb Menschen ihre Herkunftsregion verlassen, sind vielfältig. Eine im Oktober 2014 veröffentlichte Studie des Berlin-Instituts für Bevölkerung und Entwicklung nennt als Hauptgründe für den hohen Migrationsdruck einige grundlegende Faktoren. Demnach geben demografische, wirtschaftliche, politische und migrationspolitische Faktoren sowie Sicherheit, Bildung und Umwelt den Ausschlag, dass Menschen den Weg über das Mittelmeer auf sich nehmen. Daneben spielen auch die gegenwärtige und im EU-Zielland erwartete Lebensqualität sowie die bestehenden Migrations- und Informationsnetzwerke (Diaspora) in den EU-Ländern eine Rolle.
Nach Untersuchungen von Reiner Klingholz et al. sind die Menschen, die aus Afrika nach Europa kommen, überwiegend zwischen 20 und 30 Jahre alt, meist männlich, vergleichsweise gut gebildet und gehören dem afrikanischen Mittelstand an. Um die Flucht und Migration nach Europa organisieren zu können, muss man das Wissen haben, Netzwerke knüpfen und das nötige Geld beschaffen. Armutsmigration nach Europa sei ein Mythos. Menschen aus Ländern mit einem Bruttoinlandsprodukt pro Kopf von weniger als 2.000 Dollar haben eine sehr geringe Wanderungswahrscheinlichkeit. Bei Menschen aus Ländern mit einem Bruttoinlandsprodukt pro Kopf von 8.000 bis 13.000 Dollar ist die Wanderungswahrscheinlichkeit am höchsten. Bei Menschen aus Ländern mit einem Bruttoinlandsprodukt pro Kopf von über 13.000 Dollar sinkt die Wanderungswahrscheinlichkeit wieder ab.
Aus Syrien flüchteten Menschen wegen des dortigen Bürgerkriegs. In Eritrea herrscht Armut, Unterdrückung und Gewalt gegen Regimekritiker und Oppositionelle; die Situation der Menschenrechte unter der Regierung von Isayas Afewerki treibt viele in die Flucht. Im Nordosten Nigerias flüchteten viele vor der Gewalt der islamistischen Terrorgruppe Boko Haram. Nach mehreren Offensiven der nigerianischen Armee und von Armeen der Nachbarstaaten kontrolliert Boko Haram seit 2016 keine Dörfer und kein Territorium mehr. Rückblickend auf 2016 folgerte Frontex, dass Flüchtlinge und Migranten, ermutigt von den Geschichten derer, die zuvor erfolgreich das Mittelmeer überquert hatten, die Überfahrt versuchen würden, im Bewusstsein des Risikos und im Vertrauen auf humanitäre Hilfsaktionen.
In einem Diskussionspapier des Berlin-Instituts für Bevölkerung und Entwicklung wird davon ausgegangen, dass der Migrationsdruck weiter zunimmt. Dafür spreche das anhaltend hohe Bevölkerungswachstum, die rasche Urbanisierung und die prinzipiell gute wirtschaftliche Entwicklung in Afrika und dem Nahen Osten. So entstehe eine urbane Mittelschicht, die eine Ausreise organisieren und finanzieren kann. Nicht der ärmste Teil der Bevölkerung migriere, sondern diejenigen aus der urbanen Mittelschicht, die über das dafür notwendige Wissen und die Mittel verfügen.
Laut dem ehemaligen Bundesinnenminister Thomas de Maizière kamen im Verlauf des Jahres 2017 immer weniger vom Bürgerkrieg betroffene Syrer oder Iraker und verstärkt Westafrikaner, die aus wirtschaftlichen Motiven nach Europa wollten. Bei nicht schutzbedürftigen Wirtschaftsflüchtlingen bestehe aber weder bei der Bundesregierung noch bei anderen EU-Staaten eine Bereitschaft zur Aufnahme.

## Routen
Anfang der 1990er-Jahre verliefen die beiden zentralen Einreiserouten für die illegale Migration über die Straße von Gibraltar nach Spanien und über die Straße von Otranto nach Italien.
Frontex unterscheidet folgende Hauptmigrationsrouten über das Mittelmeer (die erste wird regelmäßig der zweiten hinzugerechnet, führt allerdings nicht über das Mittelmeer, sondern über den Atlantischen Ozean):
- (zu den kanarischen Inseln (Spanien) (15.000 Menschen 2022, 32.000 Menschen 2023[1]).)
- die westliche Mittelmeer-Route (auch Gibraltar-Route genannt[16]) über die Stadt Agadez in Niger und über Marokko nach Südspanien (14.000 Menschen 2022, 16.000 Menschen 2023[1]).
- die zentrale Mittelmeer-Route, die ebenfalls über Agadez führt und danach direkt oder indirekt über Libyen geht und nach Lampedusa (Italien) oder Malta führt, und die Apulien-Kalabrien-Route, die aus der Türkei und Ägypten (teils über Griechenland, nicht aber über Libyen) nach Apulien oder Kalabrien in Italien führt.[17] Frontex rechnet die Zahlen dieser Route seit 2014 denen der zentralen Mittelmeer-Route zu (insgesamt 94.000 Menschen 2022, 152.000 Menschen 2023[1]).
- die östliche Mittelmeer-Route, die über Ägypten, Jordanien, Libanon, Syrien und die Türkei nach Griechenland führt (40.000 Menschen 2022, 52.000 Menschen 2023[1]).

## Verlauf

Jährliche Ankünfte in Europäische Union über das Mittelmeer 2008 bis 18. Juni 2023, nach UNHCR

| Jahr     | 2008   | 2009   | 2010  | 2011   | 2012   | 2013   | 2014    | 2015      | 2016    | 2017    | 2018    | 2019    | 2020   | 2021    | 2022    | 2023 (bis 18. Juni) |
| -------- | ------ | ------ | ----- | ------ | ------ | ------ | ------- | --------- | ------- | ------- | ------- | ------- | ------ | ------- | ------- | ------------------- |
| Menschen | 59.000 | 56.252 | 9.654 | 70.402 | 22.439 | 59.421 | 216.054 | 1.015.078 | 362.753 | 172.301 | 138.882 | 125.700 | 95.031 | 117.496 | 152.180 | 72.951              |

### Entwicklung Ankunftszahlen Italien
| 2012          | 2012     | 2013          | 2013     | 2014          | 2014     | 2015          | 2015     | 2016           | 2016     | 2017           | 2017     |
| Herkunftsland | Personen | Herkunftsland | Personen | Herkunftsland | Personen | Herkunftsland | Personen | Herkunftsland  | Personen | Herkunftsland  | Personen |
| ------------- | -------- | ------------- | -------- | ------------- | -------- | ------------- | -------- | -------------- | -------- | -------------- | -------- |
| andere        | 3.790    | andere        | 13.110   | Syrien        | 42.323   | Eritrea       | 39.162   | Nigeria        | 37.551   | Nigeria        | 18.158   |
| Tunesien      | 2.700    | Syrien        | 11.310   | Eritrea       | 34.329   | Nigeria       | 22.237   | Eritrea        | 20.718   | Guinea         | 9.701    |
| Somalia       | 2.180    | Eritrea       | 9.830    | Mali          | 9.938    | Somalia       | 12.433   | Guinea         | 13.342   | Elfenbeinküste | 9.507    |
| Afghanistan   | 1.740    | Somalia       | 3.260    | Nigeria       | 9.000    | Sudan         | 8.932    | Elfenbeinküste | 12.396   | Bangladesch    | 9.009    |
| Eritrea       | 1.610    | Ägypten       | 2.730    | Gambia        | 8.707    | Gambia        | 8.454    | Gambia         | 11.929   | Mali           | 7.118    |

Im Zuge der Revolution in Tunesien 2010/2011 nahm die Zahl der auf Lampedusa bzw. Sizilien anlandenden Bootsflüchtlinge stark zu. Während des Bürgerkrieges in Libyen (Februar bis Oktober 2011) setzten viele Libyer ebenfalls nach dort über. Während des Arabischen Frühlings flüchteten zudem Menschen aus Nordafrika.
In Italien kamen 2014 mehr als 170.000 Migranten auf dem Seeweg an; die meisten davon waren durch die Seenotrettungsoperation Mare Nostrum nach Italien gebracht worden (zur Herkunft siehe Tabelle). Darunter waren 74 % Männer, 10,7 % Frauen und 15,3 % Minderjährige. Etwa die Hälfte der Minderjährigen war ohne Eltern oder andere Begleitung. Italien registrierte davon jedoch nur 150.000, von denen nur 64.000 Asylanträge stellten. Der Rest zog in andere Staaten wie Deutschland und Schweden weiter.
Die große Mehrheit (90 %, Stand 2014) der Migranten, die über das Mittelmeer Italien erreichen, reist aus Libyen an. Libyen wird insbesondere von Schutzsuchenden aus Eritrea, Syrien, Ägypten, Nigeria und Somalia als Transitstaat (vgl. Transitmigration) genutzt.

### 1990er-Jahre
Im März 1991 zum Ende der kommunistischen Herrschaft stürmten zehntausende Albaner den Hafen von Durres und über 20.000 Menschen erreichten mit gekaperten Booten die italienischen Hafenstädte Bari, Brindisi und Otranto. Etwa die Hälfte der Ankömmlinge durfte bleiben, die anderen wurden zurückgebracht. Als im August etwa 17.000 Flüchtlinge Bari erreichten, darunter mehr als 10.000 allein auf dem alten Frachter Vlora, brachte die italienische Regierung unter Giulio Andreotti trotz Tumulten die Menschen innerhalb von wenigen Wochen mit Schiffen und Flugzeugen zurück. Amnesty International sah dabei die Bestimmungen der Genfer Flüchtlingskonvention verletzt, da keine Einzelfallprüfung stattfand. In der Folgezeit wurden irreguläre Überfahrten nach Italien ein lukrativer Geschäftszweig für die organisierte Kriminalität und die italienische Küstenwache rüstete mit Hilfe europäischer Nachbarländer zur Sicherung der Außengrenze auf.
Italien unterstützte im selben Jahr Albanien mit Zahlungen von 120 Mio. $ und Lebensmittellieferungen im Wert von 80 Mio. $ und sandte 800 Soldaten im Rahmen der Operation Pelican nach Durres.
Im Frühjahr 1997 flohen tausende von Albanern vor den Unruhen des Lotterieaufstandes, der die staatliche Ordnung zerstörte, in die italienische Region Apulien. Der UN-Sicherheitsrat stimmte im März einer von Italien geführten Friedensmission zu, die Albanien stabilisieren und humanitäre Hilfe sichern sollte. Albanien wurde vor einem Bürgerkrieg bewahrt und die Truppen zogen im August wieder ab.

### 2000er-Jahre
Zwischen 2003 und 2005 unterstützte Italien den Bau von drei Internierungslagern bei Gharyan, Kufra und Sebha. Auch Charterflüge zur Rückführung von Migranten aus Libyen in ihre Heimatländer finanzierte Italien mit. Zwischen Oktober 2004 und März 2005 wurden trotz des Protestes von NGOs 1500 irreguläre Migranten von Lampedusa direkt nach Libyen gebracht.
2004 startete Italien mit der Operation Constant Vigilance eine ständige militärische Überwachung außerhalb der italienischen Grenzen in der Straße von Sizilien, um die illegale Migration und Schmugglerbanden einzudämmen.
Ende August 2008 unterzeichneten Berlusconi und Gaddafi den Italienisch-Libyschen Freundschaftsvertrag. Darin wurde auch die bilaterale Zusammenarbeit gegen die illegale Migration vereinbart. Die Durchführung gemeinsamer Patrouillen zum Abfangen von Booten wurde formal beschlossen und die Verbesserung der Infrastruktur zur Grenzsicherung sollte durch die gemeinsame Finanzierung aus Italien und der EU erfolgen. Durch die gemeinsamen Abfangmaßnahmen fiel die Zahl der in Italien ankommenden Bootsflüchtlinge im ersten Halbjahr 2009 um 55 % im Vergleich zum Vorjahr.
2009 wurden nach einer neu abgeschlossenen Vereinbarung zwischen Italien und Libyen 850 abgefangene Migranten ohne Aufnahme der Personendaten direkt nach Libyen zurückgebracht. Von UNHCR und Menschenrechtsgruppen wurde diese Pushback-Politik angegriffen, während die EU sie verteidigte.

### 2010er-Jahre
Laut Frontex gaben während des Jahres 2014 viele tatsächlich aus Ägypten stammende Migranten vor, Syrer zu sein, um eine Abschiebung zu verhindern.
2015 stellte das UN-Flüchtlingshilfswerk einen massiven Zuwachs an Mittelmeerflüchtlingen fest, der vor allem auf den Bürgerkrieg in Syrien, die Konflikte in Afrika und die chaotische Lage in Libyen zurückzuführen sei.
2015 wurden insgesamt 153.842 Flüchtlinge nach Italien gebracht. Spanien erreichten 5.382 Menschen über den See- und 10.980 über Landweg bei Ceuta und Melilla. Griechenland erreichten 856.723 Personen.
Auf Initiative Österreichs fand im Februar 2016 eine Westbalkan-Konferenz statt. Das Ziel der Anrainer-Staaten der Balkanroute war es, Wege zu finden, die hohe Zahl der nach Europa kommenden Flüchtlinge und Migranten zu verringern. Nach Aussage der österreichischen Innenministerin Johanna Mikl-Leitner hielt Wien angesichts einer ausstehenden EU-Lösung kurzfristige nationale Lösungen für notwendig. Österreich und die Westbalkanstaaten einigten sich abschließend u. a. darauf, wechselseitig Polizisten zur Kontrolle besonders betroffener Grenzgebiete zu entsenden. Außerdem sollen die Kriterien für die Zurückweisung von Flüchtlingen und deren Registrierung vereinheitlicht werden. Griechenland wurde zu dem Treffen nicht eingeladen. Auf dem Brüsseler EU-Türkei-Gipfel am 7./8. März 2016 berieten Spitzenvertreter von EU und Türkei über die Umsetzung des gemeinsamen Aktionsplans zur Begrenzung der Zuwanderung über die Türkei, auf deren Basis das EU-Türkei-Abkommen vom 18. März 2016 abgeschlossen wurde. Im EU-Türkei-Abkommen vom 18. März 2016 wurde vereinbart, dass die Türkei illegal nach Europa gereiste Personen zurücknimmt, während die EU im Gegenzug legalen Asylbewerbern die Einreise ermöglicht. Sechs Milliarden Euro will die EU an Projekte in der Türkei zahlen und türkische Staatsbürger sollten ohne Visum in die EU einreisen können. Diese Maßnahmen führten zu einem sehr deutlichen Rückgang der Flüchtlingszahlen auf der Balkanroute.
Die Migration über die zentrale Mittelmeerroute (das italienische Mittelmeer) nahm laut UNHCR deutlich auf 181.436 Flüchtlinge zu.
Spanien erreichten 2016 8.162 Menschen über den See- und 5.932 Personen über den Landweg bei Ceuta und Melilla.
Griechenland erreichten noch etwa 173.450 Personen, wobei ab Mai monatlich weniger als 4.000 Personen ankamen.
Im Juli 2017 trafen in Tallinn (Estland) die EU-Innenminister zusammen, um über die Forderungen Italiens nach mehr Unterstützung zu beraten. Italiens Innenminister Marco Minniti äußerte vor dem Treffen, er wolle darauf pochen, dass andere EU-Staaten Italien mehr Flüchtlinge/Migranten übernehmen. Rettungsschiffe sollten auch Migranten in Häfen außerhalb Italiens bringen. Deutschland, Spanien, Frankreich und die Niederlande lehnten die Forderung ab. Die Bundesregierung befürchtet, dass ein solcher Schritt noch mehr Migranten zur Flucht über das Mittelmeer ermutigen könnte. Die libysche Küstenwache bringt Flüchtlinge angeblich von der See zurück aufs Festland. Nichtregierungsorganisationen (NGOs) sollen sich, fordert Minniti, einem Verhaltenskodex verpflichten, der es ihnen nur noch bei „offensichtlicher Gefahr“ erlaubt, in libyschen Gewässern zu operieren. Der UN-Flüchtlingskommissar Filippo Grandi forderte mehr Unterstützung für Italien.
Der Generalsekretär von Amnesty International, Salil Shetty, äußerte, viele der (in Hamburg zusammengekommenen) G-20-Länder wetteiferten darum, in der Flüchtlingskrise möglichst wenig Verantwortung zu übernehmen.
Am 26. Juli 2017 hat der Chef der libyschen „Regierung der Nationalen Übereinkunft“, al Sarradsch, Italiens Regierung darum gebeten, Schiffe, Flugzeuge und Drohnen vor der libyschen Küste einzusetzen.
Im August kündigte die libysche Regierung eine Ausdehnung ihrer Hoheitsgewässer an. Am 10. August erklärte die libysche Regierung ein Gebiet vor der Küste, das weit über die libyschen Hoheitsgewässer hinaus in internationales Gebiet reicht, zu einer „Search and Rescue-Zone“ (SAR-Zone) und forderte Hilfsorganisationen auf, diese Zone nicht anzusteuern. Sie drohte ihnen im Fall eines nichtautorisierten Eindringens in diese Zone mit Konsequenzen. Ein libysches Maritime Rescue Coordination Centre (MRCC) soll dann im Gegensatz zum bisher verantwortlichen italienischen MRCC in Rom die Rettungseinsätze koordinieren.
Die Nichtregierungsorganisation Save the Children berichtete, diese Zone, die für sie de facto einer Sperrzone gleichkomme, erstrecke sich bis zu 70 Seemeilen vor der libyschen Küste. Der wissenschaftliche Dienst des Bundestages stellte in einem Rechtsgutachten über die eigenmächtige Ausrufung der Zone klar, dass Libyen dort gewisse Kontrollrechte wahrnehmen könne, aber gemäß Völkerrecht nicht die Seenotrettung durch die zivile Schifffahrt behindern dürfe.
Im Jahr 2017 erreichten nach Zählung des UNHCR 119.249 Migranten Italien; 2016 waren es noch 181.436 Menschen.
Laut Zahlen der UN-Organisation IOM überquerten im Zeitraum von Beginn des Jahres bis zum 19. Dezember 2018 ca. 113.145 Migranten das Mittelmeer. Geschätzt sind 2242 Personen im selben Zeitraum bei der Überquerung zu Tode gekommen.
Italien und Malta kündigten im Sommer 2018 die informelle Zusammenarbeit mit den Nichtregierungsorganisationen auf, die man zuvor vier Jahre lang praktiziert hatte. Diverse Nichtregierungsorganisationen begannen nach der Blockade und juristischen Auseinandersetzungen erst Anfang Dezember 2018 in einer koordinierten Aktion wieder mit mehreren Schiffen gleichzeitig vor Libyen zu kreuzen.
Nach Angaben der Internationalen Organisation für Migration überquerten von Beginn des Jahres bis zum 17. Juli geschätzt 34.226 Migranten das Mittelmeer. Nach einer weiteren Schätzung sind 683 Personen im selben Zeitraum bei der Überquerung tödlich verunglückt.
Im Juni 2019 brachten italienische Behörden mit Hilfe eines Frontex-Überwachungsflugzeuges ein Fischerboot unter libyscher Flagge auf, das als Mutterschiff ein Schnellboot bis etwa 40 km vor Lampedusa geschleppt hatte, mit dem dann 81 Migranten auf die Insel zuhielten, während sich das Mutterschiff in Richtung afrikanischer Küste abzusetzen versuchte. Dessen Besatzung bestand aus Libyern und Ägyptern, die Migranten kamen aus Bangladesch, Algerien, Syrien, dem Senegal, Marokko, Tunesien und Libyen. Das Vorgehen wurde von der Zeitung La Repubblica als erprobt beschrieben.
Am 29. August 2019 kam es zur größten Massenankunft seit 2016, als innerhalb einer Stunde 13 Boote mit 546 Personen aus der Türkei kommend auf Lesbos bei Skala Sikamineas anlandeten. Es soll sich überwiegend um Migranten aus Syrien und Afghanistan gehandelt haben. Mehr als 10.000 Menschen wurden zu der Zeit im Lager der Insel versorgt.
Auf der griechischen Insel Lesbos befinden sich das Flüchtlingslager Moria und zwei weitere Lager. Im September 2020 waren dort etwa 10.000 Menschen untergebracht, als das Lager abbrannte. Der Brand brach laut dem griechischen Migrationsministerium während Protesten von Migranten aus, die nicht in Quarantäne gehen wollten, nachdem sie positiv auf das COVID-19-Virus getestet worden waren.

### Seit 2020
Seit dem Beginn COVID-19-Pandemie im März 2020 waren Aktivisten zeitweilig weitgehend gezwungen, ihre Operationen zur Seenotrettung einzustellen. Entsprechend sank der Anteil der Migranten, denen es gelang, auf das Gebiet eines EU-Landes (Inseln oder Festland) zu gelangen. Im März 2020 versuchten nach UNHCR-Schätzungen etwa 800 Personen, von Libyen in ein EU-Land zu gelangen. Weniger als 200 erreichten Malta oder Italien; die übrigen wurden von der libyschen Küstenwache aufgebracht und zurücktransportiert. 
Im Juni 2020 beklagten mehrere private deutsche Seenotrettungsorganisationen eine Verschärfung der Vorschriften durch das Bundesverkehrsministerium. Vertreter der Organisationen traten im Evangelischen Pressedienst auf, beklagten die hohen Kosten, die durch geforderte Umbauten entstünden und dass für ihr humanitäres Engagement nun andere Bootsführerscheine nötig seien als für Freizeitkapitäne.
Im Juni 2020 ergaben Recherchen von Spiegel, Report Mainz und die Medien-NPO Lighthouse Reports, dass auf dem Ägäischen Meer offenbar sogenannte Pushbacks durchgeführt wurden. So zeigte ein Video vom 13. Mai 2020, dass die griechische Küstenwache Migranten auf einer Rettungsinsel zurückließ. Am 4. Juni hätten maskierte Unbekannte mit einem Schnellboot ein Flüchtlingsboot angegriffen. Die Recherchen ordneten das Schnellboot der griechischen Küstenwache zu. Die griechische Küstenwache bestritt die Vorwürfe. 
Die gleichen Recherchen ergaben, dass in einem Fall Migranten, die die Insel Samos erreicht hatten, wieder mit Rettungsinseln auf dem Meer ausgesetzt wurden.
Ein Bericht des UN-Flüchtlingshilfswerks stellte im August 2020 fest, dass die meisten der über Libyen in die Europäische Union eingereisten Personen keinen internationalen Schutz benötigten. Im Bericht wurde geschätzt, dass 70 Prozent von ihnen keinen Anspruch auf Asyl hätten. Der Gesandte des UN-Flüchtlingshilfswerks Vincent Cochetel warnte, dass das gesamte Asylsystem in Frage gestellt werde, falls man keine wirkungsvollen Rückführungsmechanismen für die Personen installiere.
Laut Medienberichten kamen Mitte Mai 2021 an einem einzigen Tag über 5000 Migranten in der spanischen Exklave Ceuta an, davon etwa 1500 Minderjährige. Viele kamen über Wasser oder entlang des Strandes von der nur wenige Kilometer entfernten Stadt Fnideq. Aufgrund der Unzufriedenheit Marokkos mit der jüngsten humanitären Haltung Spaniens und der generellen Haltung der Europäischen Union im Westsaharakonflikt soll Marokko die Grenzkontrollen nach Ceuta ausgesetzt haben.
Im gesamten Jahr 2021 starben knapp 2.000 Menschen bei dem Versuch, das Mittelmeer zu überqueren.
Zwischen 2015 und 2023 zahlte die Europäische Union der Zentralregierung des Niger mehr als eine Milliarde Euro, dass diese die Schleusungskriminalität bekämpft. Der Niger gilt als Schlüsselstaat bei der Schleusung von Migranten aus Subsahara-Afrika nach Nordafrika. 
Am 26. Juli 2023 begingen Angehörige der Präsidentengarde einen Putsch und nahmen den demokratisch gewählten Präsidenten Mohamed Bazoum fest. Die neue Militärregierung kündigte 2023 das Schleusungsbekämpfungsabkommen mit der EU und beteiligt sich und verdient seitdem an der Schleusung.

## Migrationspolitik der EU
Bis zum Beitritt Spaniens zum Schengener Abkommen 1991 konnten marokkanische Bürger visumfrei nach Spanien einreisen.
2004 wurde das seit 1986 wegen terroristischer Aktivitäten gegen Libyen verhängte EU-Waffenembargo auf italienischen Druck aufgehoben, damit Militärgüter und Überwachungstechnologie zur Grenzsicherung an Libyen geliefert werden konnten.
Im Februar 2011 brachen in Libyen Unruhen aus; der Sicherheitsrat der Vereinten Nationen verhängte ein neues Waffenembargo.
Diverse Politiker aus EU-Ländern versuchten seit 2017 (wieder) auf die Verhältnisse in Libyen einzuwirken. Letztlich gelang es dem linksdemokratischen italienischen Innenminister Marco Minniti (Kabinett Gentiloni), mit lokalen Machthabern Übereinkommen zu treffen, nach denen diese stärker gegen Schleuser vorgehen und dafür Geld und andere Gegenleistungen erhalten.
Die EU und Italien beteiligten sich am Wiederaufbau der libyschen Küstenwache. Im Rahmen der EU-Operation Sophia wurden bis April 2018 188 Mitglieder ausgebildet, bis Ende 2018 sollten es 300 sein. Italien lieferte bis dahin 4 Küstenschutzboote, 6 weitere sollten folgen.
Um die italienische Regierung von Giuseppe Conte (Kabinett Conte II) aus Cinque Stelle und Partito Democratico zu stärken, garantierten Vertreter Deutschlands und Frankreichs bei Verhandlungen auf Malta im September 2019 offenbar die Aufnahme des Großteils der von staatlichen oder privaten Seenotrettern in Italien und Malta angelandeten Migranten, ohne dass deren Asylgründe wie zuvor zunächst geprüft werden mussten. Die Vereinbarung sollte für 6 Monate gelten und verlängerbar sein. Personen, die selbstständig per Schiff über das Meer nach Italien oder Malta reisen, profitieren dagegen nicht von der Vereinbarung.
Laut einem internen EU-Dokument wurden im Jahr 2020 insgesamt 11.891 Migranten auf dem Mittelmeer von der libyschen Küstenwache abgefangen und zurückgebracht. Oft landeten sie danach in libyschen Gefangenenlagern, wo laut den Vereinten Nationen und dem Europäischen Auswärtigen Dienst sexuelle Gewalt, Lösegelderpressung, Zwangsarbeit und Tötungen weitverbreitet seien. Mehr als 4500 Menschen wurden innerhalb der ersten vier Monate des Jahres 2021 auf dem Mittelmeer von der libyschen Küstenwache abgefangen und zurückgebracht. Amnesty International warf Frontex eine Kooperation mit der libyschen Küstenwache vor. Frontex erklärte am 4. März 2021 gegenüber dem EU-Parlament, es gehe ihnen vor allem darum, Menschenleben zu retten. Jedes Mal, wenn ein Frontex-Flugzeug ein Boot in Seenot sehe, informiere man sofort alle nationalen Seenotleitstellen, darunter auch Libyen.
Die EU unterstützt (Stand März 2021) das Programm der Internationalen Organisation für Migration zur unterstützten freiwilligen Rückkehr aus Libyen in die Heimatländer. Von 2017 bis 2020 nutzten über 50.000 Migranten aus Libyen dieses Programm. Manche in Libyen gestrandete Flüchtlinge können nicht in ihre Heimatländer zurückkehren, weil dort ihre Sicherheit gefährdet wäre. Deshalb wurde im Jahr 2017 von der EU ein Evakuierungs- und Umsiedlungsprogramm geschaffen. Das Flüchtlingshilfswerk der Vereinten Nationen (UNHCR) identifiziert hierfür in Frage kommende Personen. Bis 2020 wurden darüber mehr als 3.200 Flüchtlinge aus Libyen evakuiert. Die dortigen Zustände, werden von Aktivisten aufgrund ihrer menschenrechtlichen Folgen kritisiert.

## Task Force EU, Afrikanische Union, UN und IOM (seit 2017)
Beim EU-Afrika-Gipfel Ende 2017 wurde eine Task Force aus Vertretern der EU, der Afrikanischen Union und der Vereinten Nationen gegründet, welche die humanitäre Situation von Flüchtlingen und Migranten in Afrika und vor allem Libyen verbessern soll:
- Zugang für internationale Hilfsorganisation zu Lagern, die unter der libyschen Einheitsregierung stehen.
- Ausweitung der freiwilligen Rückkehr. Die Afrikanische Union erklärte sich bereit, Rückführungen aus Libyen unbürokratisch zu organisieren.
- Verbesserter Informationsaustausch und Aufklärungskampagnen.
- Austausch legaler Migration nach Europa
- Unterstützung der Stabilisierungsbemühungen. Die EU und ihre Mitgliedstaaten vereinbarten den Europäischen Außeninvestitionsplan, der private Investitionen in Afrika unterstützen und fördern soll. Mit einem Fondsvolumen von 3,35 Milliarden Euro sollen bis zu 44 Milliarden Euro an Investitionen mobilisiert werden. Durch die Stärkung der afrikanischen Wirtschaft sollen afrikanische Jugendliche motiviert werden, in ihren Heimatländern zu bleiben.

Die Rückführung soll wie folgt geschehen:
Das UN-Flüchtlingshilfswerk soll zunächst politisch Verfolgte und Arbeitsmigranten identifizieren. Politisch Verfolgte sollen zunächst in die Nachbarländer Niger und Tschad in Sicherheit gebracht werden und dann auf aufnahmewillige Länder verteilt werden. Arbeitsmigranten sollen unter der Verantwortung der Afrikanischen Union und mit Unterstützung durch die Internationale Organisation für Migration in ihre Herkunftsländer zurückkehren, wobei die EU Gelder zur Wiedereingliederungshilfe zur Verfügung stellt.
Weiterhin wurden legale Migrationskanäle für Arbeit und Ausbildung in EU-Staaten vereinbart. Der damalige Außenminister Sigmar Gabriel (SPD) sprach davon, jedes Jahr mehrere hunderttausend junge Afrikaner zur Ausbildung nach Europa zu holen. Bundeskanzlerin Angela Merkel (CDU) erklärte, dass sie nicht gleich in Hunderttausenden denke und sich im Übrigen auf Zahlen nicht festlegen wolle.
Bis April 2018 wurden 20.000 Migranten mit EU-Geldern in ihre Heimatländer zurückgebracht. 137 Menschenhändler wurden festgenommen und der italienischen Justiz übergeben. Libysche Behörden haben inzwischen 20 der 53 Internierungslager geschlossen. EU-Länder nehmen im Rahmen des Umsiedlungsprogramms bis 2019 50.000 Migranten auf, Deutschland hat sich bereit erklärt, 10.000 Migranten aufzunehmen.
Am 22. Dezember 2017 begann Italien die ersten Schutzbedürftigen per Militärflugzeug direkt von Libyen nach Italien zu transportieren.
Die Vereinten Nationen unterhalten zwei Programme, die wesentlich von der Europäischen Union finanziert werden. Das eine wird von IOM organisiert, das andere vom Flüchtlingshilfswerk der Vereinten Nationen (UNHCR). Deren Mitarbeiter suchen schutzbedürftige Flüchtlinge, um sie entweder direkt nach Europa auszufliegen oder über Transitzentren, die vom UNHCR unter anderem in Niger betrieben werden, in ein sicheres Aufnahmeland zu bringen. Hauptziel ist es, die Migranten in libyschen Lagern zu bewegen, freiwillig in ihre Heimat zurückzukehren. Von Januar bis Juli 2019 wurden so 6.300 Menschen aus Libyen ausgeflogen.

## Grenzsicherung

### Europäische Agentur für Grenz- und Küstenwache (Frontex)

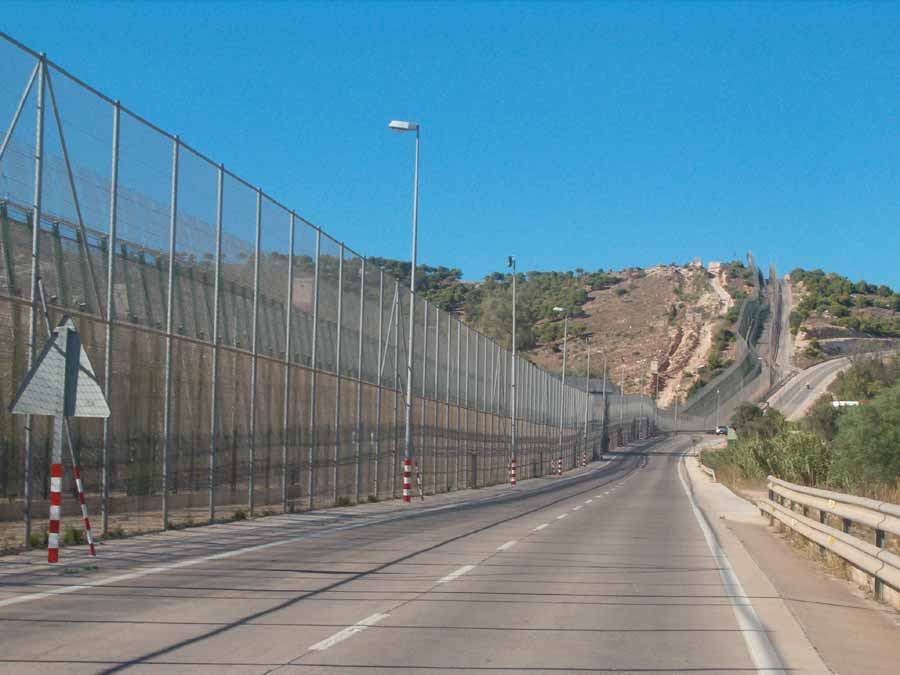
Grenzzaun zu Marokko in der spanischen Exklave Melilla

Im Juni 2002 beschloss der Europäische Rat in Sevilla auf der Grundlage einer Machbarkeitsstudie zur Einrichtung einer EU-Grenzpolizei, ad-hoc-Zentren zu errichten, die praxisrelevante Erfahrungen zur länderübergreifenden Kooperation bei der Grenzsicherung sammeln sollten. 2004 wurden für den Mittelmeerraum das Eastern Sea Borders Center in Piräus und das Western Sea Borders Center in Madrid zur Kooperation zwischen den EU-Staaten und Drittländern sowie für gemeinsame Patrouillen eingerichtet.
Die Sicherung der EU-Außengrenzen, auch der maritimen, fällt unter die hoheitliche Zuständigkeit des jeweiligen Staates. Seit 2005 koordiniert und unterstützt die Europäische Agentur für die Grenz- und Küstenwache, abgekürzt Frontex, die Nationalstaaten bei dieser Aufgabe. Frontex ist eine Gemeinschaftsagentur der Europäischen Union. Nach einem Bericht von Pro Asyl von 2013 beteiligte sich Frontex an Pushback-Operationen, als Flüchtlingsboote in die Türkei zurückgedrängt wurden. Durch die europäische Seeaußengrenzenverordnung (EU Nr. 656/2014) wird die völkerrechtliche Verpflichtung zur Seenotrettung und der Grundsatz der Nichtzurückweisung (Refoulement-Verbot) für die Grenzüberwachungseinsätze unter Frontex-Koordination seit 2014 genauer geregelt. Die Verordnung (EU) Nr. 656/2014 (Seeaußengrenzenverordnung) gilt nur für Frontex, nicht für Küstenwachen der Länder.
Vor dem Hintergrund der Flüchtlingskrise in Europa soll Frontex helfen, wirksame Außengrenzensicherung auch im Mittelmeer umzusetzen, um einen Reiseverkehr ohne Personenkontrollen innerhalb des Schengenraums wieder zu ermöglichen.
Nach Ende April 2021 veröffentlichten Rechercheergebnissen von Spiegel, Lighthouse Reports, Monitor und Libération widersetzt sich Frontex der im Jahr 2012 getroffenen Entscheidung des Europäischen Gerichtshofs für Menschenrechte, dass Flüchtlinge nicht zurück nach Libyen gebracht werden dürfen, da ihnen dort Folter und Tod drohen. Laut den Recherchen benachrichtigte Frontex bei Identifizierung von Flüchtlingsbooten auf dem Mittelmeer durch eigene Luftaufklärung in den meisten Fällen nicht zivile europäische Rettungsschiffe – selbst wenn sich diese am nächsten zur Position der Flüchtlingsboote befanden –, sondern die libysche Seenotrettungsleitstelle oder die libysche Küstenwache. Laut einem internen EU-Dokument sind im Jahr 2020 insgesamt 11.891 Migranten auf dem Mittelmeer von der libyschen Küstenwache in libysche Gefangenenlager zurückgebracht worden, wo laut den Vereinten Nationen und dem Europäischen Auswärtigen Dienst sexuelle Gewalt, Lösegelderpressung, Zwangsarbeit und Tötungen weitverbreitet seien. Mehr als 4500 Menschen wurden innerhalb der ersten vier Monate des Jahres 2021 auf dem Mittelmeer von der libyschen Küstenwache abgefangen und zurückgebracht.

### EU NAVFOR Med
Am 22. Juni 2015 startete die Europäische Union die erste Phase eines dreiphasigen Einsatzes zur Bekämpfung von Schlepperbanden im Mittelmeer. Der Einsatz der European Union Naval Force – Mediterranean (EU NAVFOR Med) untersteht dem Auswärtigen Dienst der EU (EAD). Die EU hat für diesen militärischen Einsatz bisher allerdings weder ein Mandat des Sicherheitsrates der Vereinten Nationen noch die Zustimmung nordafrikanischer Küstenstaaten erhalten.
Kernauftrag ist die Bekämpfung von Schleppernetzwerken vor der libyschen Küste. Der Einsatz führte von Mai 2015 bis Mai 2018 zur Verhaftung von 110 Schleusereiverdächtigen durch italienische Behörden. 400 von Schleusern genutzte Schiffe wurden zerstört. Im September 2016 wurde beschlossen, zwei Unterstützungsaufgaben beim Wiederaufbau der libyschen Küstenwache und Marine und bei der Unterbindung illegaler Waffentransporte in den Missionsauftrag mit aufzunehmen.

### Kriminalisierung undokumentierter Ausreise
Die undokumentierte Ausreise wurde nicht zuletzt auf Druck der ehemaligen europäischen Kolonialmächte in den Maghrebstaaten unter Strafe gestellt. In Marokko ab 2003, in Tunesien ab 2004 und in Algerien ab 2008 wird die undokumentierte Ausreise strafrechtlich verfolgt.

### Menschenschmuggel
Der Menschenschmuggel spielt bei der Migration über das Mittelmeer eine entscheidende Rolle und stellt einen immensen Wirtschaftsfaktor der internationalen organisierten Kriminalität dar. Seine Mechanismen und Machtstrukturen beschreiben der Kriminologe Andrea Di Nicola und der Journalist Giampaolo Musumeci in ihrem Buch Bekenntnisse eines Menschenhändlers. Das Milliardengeschäft mit den Flüchtlingen. Di Nicola und Musumeci führen an, Menschenschmuggel sei das profitabelste Geschäft nach dem Drogenhandel. Ihr Buch zeigt zudem enge Verquickungen des Schleusergeschäfts mit dem Drogenhandel auf. Werden Schleuser gefasst, bleiben die Schleuserbosse und Mittelsmänner ähnlich wie im Drogenhandel meist unerkannt.
Das Geschäft mit den Migranten gilt als bedeutender Wirtschaftsfaktor in manchen Regionen. So schätzte der Kommandeur des EU-Einsatzes vor der Küste Libyens, Admiral Enrico Credendino, in einem Bericht vom Dezember 2016, dass die betreffenden Küstenorte im Jahr rund 325 Millionen Euro mit Menschenschmuggel erwirtschaften würden.
2016 gaben 96 % der Befragten aus der Gruppe der in Italien angelandeten Migranten an, auf ihrem Weg zuvor die Dienste eines Schmugglerrings in Anspruch genommen zu haben.
In Libyen wurden 2016 nach Schätzungen der Europäischen Union 1,6 Milliarden US-Dollar mit Menschenschlepperei erwirtschaftet.

### Boote
Zum Jahreswechsel 2014/2015 wurden die Geisterschiffe Blue Sky M, Baris, Ezadeen und Sandy eingesetzt, deren Besatzungen die Schiffe verließen und darauf setzten, dass die Flüchtlinge auf den steuerlosen Schiffen gerettet würden.
Zunächst wurden in Libyen Fischerboote als Flüchtlingsboote zweckentfremdet. Rettungsschiffe der italienischen Marine oder der EU nahmen die Personen auf, ließen die leeren Boote aber treiben, sodass Schmuggler sie bergen und wiederverwenden konnten. Mitte 2015 beschloss man, dass die Teilnehmer der Marinemission die leeren Boote künftig versenken sollten.
Im April 2015 berichtete die italienische Küstenwache, den libyschen Schleusern würden die Boote ausgehen. Mehrfach hätten sie Schiffe der Küstenwache beschossen, um die Herausgabe leerer Flüchtlingsboote zu erzwingen.
Im ersten Halbjahr 2015 wurden 67 Boote durch EUNAVFOR MED unbrauchbar gemacht und 48 Verdächtige verhaftet. Man stellte in der Folge eine Änderung der Taktik der Menschenschmuggler fest, die nun mehr Schlauchboote einsetzten und weniger wertvolle Holzboote. In den ersten zehn Monaten des Jahres 2016 wurden so nur noch 40 Holz-, aber 225 Schlauchboote gezählt.
Die Schlauchboote wurden über die Internetplattform Alibaba in China gekauft und über Malta oder die Türkei per Schiff nach Libyen geliefert. Zwar entdeckten maltesische Zollbeamte im Februar 2016 eine solche Sendung von 20 großen Schlauchbooten, erklärten aber, rechtlich nicht in der Lage zu sein, die Lieferungen zu unterbinden. Laut Presserecherchen wurden zwischen 2012 und 2016 allein über das EU-Mitglied Malta mehr als 5000 Schlauchboote chinesischer Produktion nach Libyen geliefert.
Am 17. Juli 2017 beschlossen die Außenminister der EU-Staaten Ausfuhrbeschränkungen für Schlauchboote und Außenbordmotoren, die zum Transport von Migranten genutzt werden könnten. Die Vermögen von Hintermännern der libyschen Schleuserbanden sollen eingefroren und deren Mitglieder mit Einreiseverboten belegt werden.
Im Juli 2018 wurde eine Gruppe von 450 Personen von Frontex vor der italienischen Insel Linosa auf einem aus Libyen kommenden Holzboot gerettet.

## Seenotrettung

### Rechtslage
Nach internationalem Seerecht (SOLAS von 1974) ist jeder Schiffsführer auf hoher See innerhalb seiner Möglichkeiten verpflichtet, unabhängig von Nationalität, Status und Umständen, in denen sich die Hilfesuchenden befinden, bei Seenot unverzüglich Hilfe zu leisten, wenn er über eine konkrete Notsituation informiert wird. Staaten haben nach SAR-Konvention von 1979 bei Seenot ebenfalls Hilfe zu leisten und die Hilfesuchenden medizinisch zu versorgen und schnell an einen sicheren Platz zu bringen. Dabei koordinieren die staatlichen Seenotleitstellen (Maritime Rescue Coordination Centers MRCC) die Rettungsmaßnahmen.
Als problematisch erwies sich im Zuge der Migrationsbewegungen über das Mittelmeer das Anlanden der Geretteten an einem „sicheren Platz“. Hierbei besteht eine Verpflichtung zur Zusammenarbeit von Staaten mit den zuständigen Rettungszentren zum Bestimmen eines sicheren Platzes. Zwar betrifft das Abkommen lediglich die Rettung vor dem Ertrinken und nicht die Ermöglichung des Stellens von Asylanträgen, nach Ansicht einiger Juristen, wie Fiona de Londras und Siobhán Mullally, soll jedoch auch der Grundsatz der Nichtzurückweisung beachtet werden. Dabei ist allerdings bereits streitig, ob dieser nur die Rückführung aus dem Staatsgebiet untersagt oder auch eine Einreise ermöglichen soll.
Bezogen auf die Europäische Union gibt es dabei ein komplexes Regelwerk aus verschiedenen Bestimmungen. So kommentierten de Londras und Mullally 2015, dass sich das Seerecht nicht zur Lösung der Anlandeproblematik eigne, denn Grenzsicherung und Asylrecht seien hier die eigentlichen Probleme. Unter dem Seerecht sei kein Staat verpflichtet, Personen aufzunehmen, die aus Seenot gerettet wurden. In Gebieten unter der Jurisdiktion der Europäischen Menschenrechtskonvention müsse Schutzsuchenden jedoch Zugang zu einem Asylverfahren nach EU-Standards ermöglicht werden. Da es (2015) keine Staaten am Mittelmeer gab, die diese Standards sonst erfüllen, müsse solchen Personen Zugang zur EU gewährt werden. Sollten Schutzsuchende außerhalb der Hoheitsgewässer von EU-Staaten in eine Situation gelangen, in der EU-Recht angewandt wird – etwa wenn Schiffe staatlicher Autoritäten der EU-Staaten an einer Rettung beteiligt sind, wie etwa bei Frontex-Missionen – gilt Artikel 18 der Charta der Grundrechte der Europäischen Union und auch hier müsse den Schutzsuchenden Zugang zu einem Asylverfahren innerhalb der EU gewährt werden.
Angehörige privater Hilfsorganisationen müssen mit strafrechtlicher Verfolgung durch nationale Strafverfolgungsbehörden rechnen, wenn sie gegen nationale Gesetze verstoßen ohne durch Seenotrettung gerechtfertigt zu handeln.
Angesichts der Schiffsunglücke im Mittelmeer wurde der EU Untätigkeit in der Flüchtlings- und Asylpolitik vorgeworfen. Die von staatlichen und nichtstaatlichen Akteuren im Mittelmeer durchgeführten Rettungsaktionen vor der Küste Libyens werden von Schleusern missbraucht, um Migranten nach Europa zu bringen. Frontex schätzt für 2017, dass gefährliche Überfahrten in seeuntauglichen Booten mit dem Hauptziel organisiert werden, von EU-Kräften oder privaten Initiativen entdeckt zu werden. Die an Rettungsoperationen im Mittelmeer beteiligten Akteure würden so unabsichtlich die Kriminellen dabei unterstützen, ihr Schleusergeschäft mit minimalen Kosten bei besseren Erfolgschancen zu betreiben. Der UN-Sondergesandte für Libyen wies deshalb darauf hin, dass die Herstellung der Staatlichkeit in Libyen einer der wirksamen Wege sei, die Zahl der Einwanderer zu reduzieren.

### Staatliche Rettungsaktionen

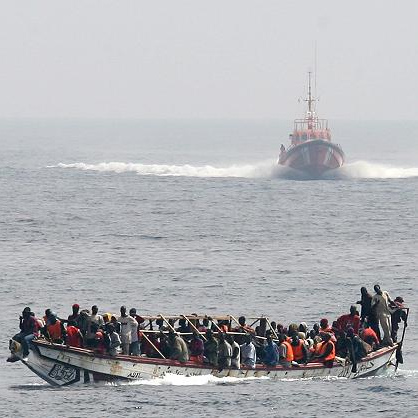
Bootsflüchtlinge mit einem sich nähernden Schiff der spanischen Küstenwache

Im Februar 2012 sprach der Europäische Gerichtshof für Menschenrechte im Fall Hirsi Jamaa ein Grundsatzurteil, weil Italien im Mittelmeer geborgene Schutzsuchende aufgrund eines umstrittenen bilateralen Abkommens mit Libyen abgeschoben hatte und dabei mehrfach gegen die Europäische Menschenrechtskonvention verstoßen hatte. Das Gericht stellte klar, dass weder Kollektivabschiebungen noch Abschiebungen in Länder, in denen den Schutzsuchenden Folter droht, zulässig waren. Weiterhin waren den Schutzsuchenden Rechtsmittel verweigert worden.
Die Operation Mare Nostrum war eine gemeinsame Aktivität der italienischen Marine und Küstenwache zur Seenotrettung von Flüchtlingen. Gleichzeitig sollten die Schleuser im Hintergrund aufgegriffen werden. Nachdem im Herbst 2013 binnen weniger Tage 400 Flüchtlinge im Mittelmeer ertrunken waren, organisierte Italien die Operation. Am 18. Oktober 2013 startete Mare Nostrum unter der Leitung des Admirals Guido Rando. Der damalige italienische Verteidigungsminister Mario Mauro sagte, dass auch die Mutterschiffe der Schlepper identifiziert werden sollen und die Flüchtlingsboote ans Festland eskortiert würden. Bis Mitte Mai 2014 erreichten über 36.000 Flüchtlinge die italienische Küste, bis Ende August 2014 waren es 80.000. Die Operation Mare Nostrum endete am 31. Oktober 2014. Unter vielen europäischen Politikern ist die Ansicht verbreitet, dass die Operation ein zusätzlicher Anreiz für Flüchtlinge war, das Risiko der Überfahrt einzugehen. Weiterhin hätte der Einsatz Schleppern ihre Tätigkeit erleichtert, denn sie konnten Flüchtlinge in nicht seetüchtigen Booten auf die Reise schicken. Laut der Internationalen Organisation für Migration rettete die Operation Mare Nostrum von 2013 bis Oktober 2014 insgesamt rund 140.000 Menschen. Trotz Mare Nostrum sind allein in den ersten 10 Monaten 2014 3.000 Menschen bei dem Versuch, über das Mittelmeer nach Europa zu gelangen, gestorben.
Die allein von Italien getragene Operation Mare Nostrum wurde im November 2014 von der Operation Triton unter Führung von Frontex ersetzt. Triton war zunächst finanziell deutlich geringer ausgestattet als Mare Nostrum und die Schiffe waren zunächst nicht befugt, sich mehr als 30 Seemeilen von der italienischen Küste zu entfernen. Die EU-Kommission stellte diesbezüglich Anfang Oktober 2014 klar, dass Frontex eine Grenzüberwachungsagentur ist und keine Rettungsagentur; „Triton“ könne die „Mare-Nostrum“-Operation nicht ersetzen, sondern lediglich ergänzen. Für die Seenotrettung in nationalen Hoheitsgewässern sei auch weiterhin primär der jeweilige Mitgliedstaat verantwortlich. Am 23. April 2015 beschlossen die Staats- und Regierungschefs der EU auf einem Sondergipfel in Brüssel, die Mittel für die Mission um 26,25 Mio. Euro zu erhöhen, und weiteten das Operationsgebiet auf rund 138 Seemeilen südlich von Sizilien aus. Neben einer stärkeren Satellitenüberwachung stehen 3 Flugzeuge, 18 Patrouillenboote und zwei Hubschrauber zur Verfügung. An der Rettung von tausenden schiffbrüchigen Migranten beteiligten sich im Mai 2015 unter anderen das britische amphibische Landungsschiff Bulwark sowie die deutsche Fregatte Hessen und der Einsatzgruppenversorger Berlin. Die Berlin und die Hessen wurden im Juni 2015 durch den Tender Werra und die Fregatte Schleswig-Holstein ersetzt. Eine Verteilung der in Italien und Griechenland ankommenden Flüchtlinge hatten die EU-Staaten im Grundsatz 2015 beschlossen. In der Praxis blieb die Verteilung auf andere EU-Staaten aber bislang weit unter Plan, einige EU-Staaten verweigern sich der Umverteilung gänzlich.
Am 22. Juni 2015 wurde zusätzlich die Operation EUNAVFOR MED Operation SOPHIA ins Leben gerufen. Für SOPHIA stehen ständig mindestens ein leichter Flugzeugträger (Giuseppe Garibaldi) und 5 weitere Schiffe sowie 3 Hubschrauber und 3 Flugzeuge zur Verfügung. Die Kernaufgabe von SOPHIA ist die Bekämpfung krimineller Schleusernetzwerke. Seenotrettung wird aufgrund der Seefahrertradition und gemäß UN-Konvention UNCLOS (Law of the Sea) wie von allen Schiffen durchgeführt und im Einsatzbereich durch das Maritime Rescue Coordination Center Rom koordiniert. Von Mai 2015 bis Mai 2018 retteten deutsche Marinesoldaten 22.534 Menschen aus Seenot, die Operation Sophia insgesamt rettete 49.000 Menschen aus Seenot.
Die von Frontex geführten Operationen und die Operation Sophia hatten zwar zunächst einen anderen Fokus, wurden aber zu einer SAR-Intervention im Bereich der zwischenzeitlich von Libyen nicht mehr betriebenen libyschen SAR-Zone.
Über die Weiterverteilung der mandatsgemäß nach Italien gebrachten Geretteten konnten sich die EU-Staaten nicht einigen, sodass Italien im Sommer 2018 drohte, den Zugang zu italienischen Häfen nicht nur für private, sondern auch für Marine-Seenotretter zu sperren. Das italienische Oberkommando der Operation Sophia legte die Seenotrettung dann lahm, indem die Kriegsschiffe an Stellen beordert wurden, wo weder Flüchtlingsrouten noch Schmuggelrouten verlaufen. Bei der Verlängerung der Mission Sophia im März 2019 wurde wegen der offenen Verteilungsfrage der Einsatz seegängiger Einheiten ausgesetzt. Das UNHCR nannte diese faktische Einstellung der Seenotrettung einen bedrückenden Rückschlag für ein Europa der Humanität. Nach der Beendigung forderten Aktivisten aus Deutschland und einzelne Politiker im Sommer 2019 die Wiederaufnahme von SOPHIA, konnten aber unter den europäischen Staaten keine Mehrheit für eine solche Aktion mobilisieren.

#### Liste von an der Seenotrettung beteiligten staatlichen/militärischen Schiffen und Flugzeugen
Die Liste enthält einige der staatlichen Schiffe bzw. Schiffstypen und Flugzeugtypen, die vormals in der Seenotrettung eingesetzt wurden. Nach EU-Angaben war die Mission Sophia von 2015 bis 2019 an der Rettung von knapp 730.000 Flüchtlingen beteiligt.
Schiffe
| Schiff                 | Mission                                                        | Land                   | Länge  | Bemerkungen                                   | Bild                           |
| ---------------------- | -------------------------------------------------------------- | ---------------------- | ------ | --------------------------------------------- | ------------------------------ |
| Giuseppe Garibaldi     | European Union Naval Force – Mediterranean                     | Italien                | 180    | Flaggschiff der Operation SOPHIA              | Giuseppe Garibaldi (551)       |
| Schleswig-Holstein     | Triton (Operation), European Union Naval Force – Mediterranean | Deutschland            | 138,9  | Operation SOPHIA, 2015                        | Schleswig-Holstein (F 216)     |
| Bulwark                | Triton (Operation), European Union Naval Force – Mediterranean | Vereinigtes Königreich | 176    | Operation SOPHIA, 2015                        | HMS Bulwark (L15)              |
| HMS Enterprise         | European Union Naval Force – Mediterranean                     | Vereinigtes Königreich | 90,6   | Operation SOPHIA, 2015–2016                   | HMS Enterprise (H88)           |
| Sachsen                | European Union Naval Force – Mediterranean                     | Deutschland            | 143    | Operation SOPHIA, 2018                        | Sachsen (F 219)                |
| Hessen                 | Triton (Operation)                                             | Deutschland            | 143    | Triton, 2015                                  | Hessen (F 221)                 |
| Rhein                  | European Union Naval Force – Mediterranean                     | Deutschland            | 100,55 | Operation SOPHIA, 2017                        | Rhein (A 513)                  |
| Werra                  | Triton (Operation), European Union Naval Force – Mediterranean | Deutschland            | 100,55 | Operation SOPHIA, 2015, 2016                  | Werra (A 514)                  |
| Mecklenburg-Vorpommern | European Union Naval Force – Mediterranean                     | Deutschland            | 139    | Operation SOPHIA, 2016–2018                   | Mecklenburg-Vorpommern (F 218) |
| Datteln                | European Union Naval Force – Mediterranean                     | Deutschland            | 54,40  | Operation SOPHIA                              |                                |
| Frankfurt am Main      | European Union Naval Force – Mediterranean                     | Deutschland            | 174    | Operation SOPHIA, 2016                        | Frankfurt am Main (A 1412)     |
| Karlsruhe              | European Union Naval Force – Mediterranean                     | Deutschland            | 130,5  | Operation SOPHIA, 2016                        | Karlsruhe (F 212)              |
| Ludwigshafen am Rhein  | European Union Naval Force – Mediterranean                     | Deutschland            | 89,12  | Operation SOPHIA, 2016                        | Ludwigshafen am Rhein (F 264)  |
| Weilheim               | European Union Naval Force – Mediterranean                     | Deutschland            | 54,40  | Operation SOPHIA                              |                                |
| Augsburg               | European Union Naval Force – Mediterranean                     | Deutschland            | 130,5  | Operation SOPHIA, 2015                        | Augsburg (F 213)               |
| Berlin                 | Triton (Operation), European Union Naval Force – Mediterranean | Deutschland            | 173    | Operation Triton, Operation SOPHIA, 2015–2016 | Berlin (A 1411)                |
| Luise-Marie            | European Union Naval Force – Mediterranean                     | Belgien                | 122,25 | Operation SOPHIA                              | Augsburg (F 213)               |
| Leopold I              | European Union Naval Force – Mediterranean                     | Belgien                | 122,25 | Operation SOPHIA                              | Leopold I                      |
| Courbet                | European Union Naval Force – Mediterranean                     | Frankreich             | 125    | Operation SOPHIA                              | Courbet                        |
| Triglav                | European Union Naval Force – Mediterranean                     | Slowenien              |        | Operation SOPHIA                              | Triglav                        |
| Le Niamh               | European Union Naval Force – Mediterranean                     | Irland                 | 78,84  | Operation SOPHIA                              | Le Niamh                       |
| Zeffiro                | European Union Naval Force – Mediterranean                     | Italien                | 122,7  | Operation SOPHIA                              | Zeffiro                        |
| San Giusto             | European Union Naval Force – Mediterranean                     | Italien                | 133,3  | Operation SOPHIA                              | San Giusto                     |
| Etna                   | European Union Naval Force – Mediterranean                     | Italien                | 146,5  | Operation SOPHIA                              | Etna                           |
| Cavour                 | European Union Naval Force – Mediterranean                     | Italien                | 244    | Operation SOPHIA                              | Cavour                         |
| San Giorgio            | European Union Naval Force – Mediterranean                     | Italien                | 133,3  | Operation SOPHIA                              | San Giorgio                    |
| Rotterdam              | European Union Naval Force – Mediterranean                     | Niederlande            | 166,20 | Operation SOPHIA                              | Rotterdam                      |
| Cantabria              | European Union Naval Force – Mediterranean                     | Spanien                | 173,9  | Operation SOPHIA                              | Cantabria                      |
| Numancia               | European Union Naval Force – Mediterranean                     | Spanien                | 173,9  | Operation SOPHIA                              | Numancia                       |
| Canarias               | European Union Naval Force – Mediterranean                     | Spanien                | 173,9  | Operation SOPHIA                              | Canarias                       |
| Mounts Bay             | European Union Naval Force – Mediterranean                     | Vereinigtes Königreich | 176,6  | Operation SOPHIA                              | Mounts Bay                     |
| HMS Diamond            | European Union Naval Force – Mediterranean                     | Vereinigtes Königreich | 152,4  | Operation SOPHIA                              | HMS Diamond (D34)              |
| HMS Echo               | European Union Naval Force – Mediterranean                     | Vereinigtes Königreich | 90,6   | Operation SOPHIA                              | HMS Echo (H87)                 |

Flugzeuge und Helikopter
| Schiff                                  | Mission                                    | Land         | Länge | Bemerkungen      | Bild                                |
| --------------------------------------- | ------------------------------------------ | ------------ | ----- | ---------------- | ----------------------------------- |
| Mehrzweckhubschrauber Westland Lynx     | European Union Naval Force – Mediterranean | Deutschland  |       | Operation SOPHIA | Mehrzweckhubschrauber Westland Lynx |
| Mehrzweckhubschrauber Bluebird ALOUETTE | European Union Naval Force – Mediterranean | Belgien      |       | Operation SOPHIA | Bluebird ALOUETTE                   |
| Flugzeug Dassault Falcon 50m            | European Union Naval Force – Mediterranean | Frankreich   |       | Operation SOPHIA | Dassault Falcon 50 m                |
| Mehrzweckhubschrauber AS 565 Panther    | European Union Naval Force – Mediterranean | Frankreich   |       | Operation SOPHIA | AS 565 Panther                      |
| Flugzeug EMB 145 AEW&C mit Erieye       | European Union Naval Force – Mediterranean | Griechenland |       | Operation SOPHIA |                                     |
| Mehrzweckhubschrauber AB.212            | European Union Naval Force – Mediterranean | Italien      |       | Operation SOPHIA | AB.212                              |
| Transporthubschrauber SH 90 NFH         | European Union Naval Force – Mediterranean | Italien      |       | Operation SOPHIA | SH 90 NFH                           |
| Transporthubschrauber EH-101            | European Union Naval Force – Mediterranean | Italien      |       | Operation SOPHIA | EH-101                              |
| Turbopropflugzeug SW3 Merlin III        | European Union Naval Force – Mediterranean | Luxemburg    |       | Operation SOPHIA |                                     |
| Transportflugzeug PZL M28 Skytruck      | European Union Naval Force – Mediterranean | Polen        |       | Operation SOPHIA | PZL M28 Skytruck                    |
| Turboprop-Flugzeug CN-235 Vigma D4      | European Union Naval Force – Mediterranean | Spanien      |       | Operation SOPHIA | CN-235 Vigma D4                     |
| Seefernaufklärung P3-M Orion            | European Union Naval Force – Mediterranean | Spanien      |       | Operation SOPHIA |                                     |
| Mehrzweckhubschrauber CN-235 Vigma D4   | European Union Naval Force – Mediterranean | Spanien      |       | Operation SOPHIA |                                     |
| Transporthubschrauber SH-60B LAMPS III  | European Union Naval Force – Mediterranean | Spanien      |       | Operation SOPHIA |                                     |

#### Wiederaufbau der libyschen Küstenwache
Libyen gilt vielen seit dem Bürgerkrieg 2011 und dem Sturz des Diktators Gaddafi als gescheiterter Staat. Ab 2014 gingen in Libyen während des Bürgerkrieges staatliche Aktionen gegen Schleusungskriminalität und für die Rettung von Bootsflüchtlingen stark zurück.
Im Mittelmeer ergab sich die Situation, dass die libyschen Behörden ihrer Verantwortung für die libysche SAR-Zone nicht mehr gerecht werden konnten. Bei der Operation Triton wurde vielfach versucht, bei Rettungsrufen von Schiffen die libyschen SAR-Verantwortlichen zu kontaktieren, die Kontakte wurden jedoch verweigert. Es ergab sich die Schwierigkeit, dass das internationale Recht eine Regelungslücke hinsichtlich von SAR-Interventionen im Territorium eines Drittstaates hat. Die von Frontex geführten Operationen und die Operation Sophia hatten zwar zunächst einen anderen Fokus, wurden aber zu einer SAR-Intervention. Parallel dazu unterstützt die EU den Wiederaufbau der libyschen Küstenwache.
Im Juni 2016 beschloss der Rat der Europäischen Union, zum Kapazitätsaufbau der libyschen Küstenwache beizutragen, damit diese wieder gegen Schlepper vorgehen sowie Such- und Rettungsaktivitäten durchführen kann. Im Februar 2017 wurde die Ausbildung von 89 Angehörigen der libyschen Küstenwache und Marine abgeschlossen. Vier Patrouillenboote der libyschen Küstenwache wurden überholt und sechs weitere bereitgestellt. Bis Anfang Juli 2017 rettete die libysche Küstenwache 10.000 Menschen aus Seenot.

### Nichtstaatliche Rettungsorganisationen
Viele Hilfsorganisationen hielten die damaligen staatlichen Maßnahmen zur Seenotrettung auf dem Mittelmeer für unzureichend und ergriffen selbst die Initiative. Die NGOs übergeben die Geretteten nach deren Bergung möglichst bereits im Einsatzgebiet an die zumeist größeren staatlichen Schiffe zum Transport in italienische Häfen.
Bis 2013 hatten staatliche Stellen systematisch Fischerboote und Frachter davon abgehalten, der Pflicht zur Rettung von Flüchtlingen in Seenot im Mittelmeer nachzukommen. 2004 nahm das Schiff Cap Anamur der Hilfsorganisation Cap Anamur/Deutsche Not-Ärzte vor der afrikanischen Küste 37 Flüchtlinge an Bord. Medienaufmerksamkeit erregten die dreiwöchige Blockade und anschließende Beschlagnahme des Schiffs sowie der von der italienischen Staatsanwaltschaft wegen Hilfe zur illegalen Einwanderung eingeleitete Prozess. Am 7. Oktober 2009 sprach das Seegericht in Agrigent die drei Angeklagten frei, weil ein Schiffsführer, der auf hoher See Emigranten aus Gefahr rettet, internationalen Seerechtsverpflichtungen der Seerettung nachkommt und dies nach nationalem Recht nicht strafbar sein kann.
Als NGOs, das Flüchtlingshilfswerk UNHCR und die IOM kritisierten, dass der Frontex-Grenzschutz sich nur unzureichend um Menschen in Seenot kümmere, entstanden ab 2014 neu gegründete private Seenotrettungsorganisationen, die neben tradierten Rettungsorganisationen Rettungsschiffe ins Mittelmeer sandten.
- Ärzte ohne Grenzen (MSF) setzte seit dem 9. Mai 2015 das luxemburgische Versorgungsschiff Bourbon Argos ein, um seine seit dem 2. Mai 2015 gemeinsam mit Migrant Offshore Aid Station mithilfe der Yacht MY Phoenix betriebenen Seenotrettungsbemühungen im Mittelmeer zu verstärken.[164] MSF stellte im August 2017 den Einsatz des eigenen Schiffes ein, weil man Zusammenstöße mit der libyschen Küstenwache fürchtete. Das medizinische Team des MSF auf der Aquarius von SOS Mediterranee sollte jedoch verbleiben.[165]
- Der Verein SOS Méditerranée betreibt seit Februar 2016 das Rettungsschiff Aquarius im Mittelmeer.
- Die international agierende Initiative Watch the Med betreibt seit dem 11. Oktober 2014 eine Hotline für Schutzsuchende in Seenot. Dadurch soll die Möglichkeit geschaffen werden, Alarm zu schlagen, wenn ein Hilfegesuch bei der Küstenwache nicht ausreichend Gehör findet oder Schutzsuchende – wie vielfach geschehen – auf offener See entgegen internationalem Recht zurückgedrängt werden (sog. Pushbacks). Die Initiative kontaktiert nach einem Hilferuf selbst die zuständigen Behörden, um diese zum Handeln aufzufordern. „Watch the Med“ hatte sich in Folge der Bootsunglücke im Mittelmeer im Oktober 2013 zur Aufgabe gemacht, Todesfälle und Menschenrechtsverletzungen an den europäischen Seeaußengrenzen auf ihrer Online-Plattform zu dokumentieren.
- Die Deutsche Gesellschaft zur Rettung Schiffbrüchiger (DGzRS) und die DLRG retteten mit dem Seenotrettungskreuzer Minden von März bis Juni 2016 in der Ägäis 1.138 Menschen und halfen bei der Ausbildung griechischer Seenotretter.[166]
- Zu den privaten Organisationen mit einem oder mehreren Schiffen im Einsatz gehörten 2016 die deutschen Vereine Sea-Watch, Sea-Eye und Jugend Rettet mit dem Schiff Iuventa, das niederländische Lifeboat Project, die spanische Proactiva Open Arms und die Migrant Offshore Aid Station.[167] Mehrere Hilfsorganisationen, darunter Ärzte ohne Grenzen und Sea-Eye, stellten den Einsatz im August 2017 vorläufig ein, weil man nach der libyschen Ausrufung einer SAR-Zone Übergriffe der libyschen Küstenwache befürchtete.[50][168] Im Herbst 2017 kam der deutsche Verein Mission Lifeline hinzu, der ein Schiff betreibt, das von Sea-Watch angekauft wurde.[169]
- Save the Children mit ihrem SAR-Schiff VOS Hestia (bis 2018).[170]

Auch die Handelsschiffe leisten Hilfe bei Seenot und retteten allein im Zeitraum November 2014 bis April 2015 7.225 Bootsflüchtlinge alleine und 15.214 Bootsflüchtlinge mit Unterstützung von verschiedenen behördlichen Schiffen.
Während der Flüchtlingskrise in Griechenland reichten die griechischen Seenotrettungs-Kapazitäten nicht aus. Im Rahmen des Programms Retter helfen Rettern der International Maritime Rescue Federation unterstützten zahlreiche Seenotrettungsorganisationen die griechischen Kräfte mit eigenen Booten und Personal. Darunter die NGOs DGzRS, DLRG, Migrant Offshore Aid Station, Sea-Watch, Redningsselskapet, Sjöräddningssällskapet und Royal National Lifeboat Institution. Der griechische Such- und Rettungsdienst Elliniki Omada Diasosis (Hellenic Rescue Team) unternahm 2015 über tausend Rettungseinsätze und wurde dafür mit dem Nansen-Flüchtlingspreis ausgezeichnet.

#### Liste von nichtstaatlichen Schiffen, die zur Seenotrettung eingesetzt werden oder wurden
| Schiff                                               | Organisation                                                | Flagge                          | Länge   | Bemerkungen | Bild       | Einsatzzeitraum | Festsetzungen |
| ---------------------------------------------------- | ----------------------------------------------------------- | ------------------------------- | ------- | --- | ---------- | --- | --- |
| Sea Eye                                              | Sea-Eye                                                     | Niederlande                     | 26 m    | Seit 2015 im Mittelmeer eingesetzt. Das Schiff fiel im Herbst 2018 durch Maschinenschaden aus und lag in Málaga fest. Seit Herbst 2018 außer Dienst. | Sea-Eye    | 2015–2018 | |
| Alan Kurdi                                           | Sea-Eye                                                     | Deutschland                     | 38 m    | Aktiv im Rettungsdienst seit Dezember 2018. Das Schiff wurde nach Alan Kurdi, einem damals 2-jährigen Flüchtlingskind aus Syrien benannt. Seine Leiche wurde an einem Strand angespült. Ein Bild davon bekam viel mediale Aufmerksamkeit. |            | Ab Dezember 2018 bis zur Festsetzung                                                                                        | Seit Mai 2020 in Italien festgesetzt. |
| Eleonore                                             | Mission Lifeline                                            | Deutschland                     | 20 m    | Seit September 2019 in Pozzallo beschlagnahmt. |            | Ab Mai 2019 bis zur Festsetzung                                                                                             | Seit September 2019 in Pozzallo beschlagnahmt.                                                                                                   |
| Lifeline (zuvor Sea-Watch 2 von Sea-Watch)           | Mission Lifeline                                            | Niederlande (umstritten)        | 32 m    | Seit März 2016 im Mittelmeer im Einsatz. Zuerst als Sea-Watch 2, da das Schiff von der ehemaligen Dignity I von Ärzte ohne Grenzen abgelöst wurde, die als Sea-Watch 3 in den Einsatz ging. Mittlerweile ist das Schiff nicht mehr im Einsatz. | Lifeline   | Ab 2016 als Sea-Watch 2 von Sea-Watch Ab 2017 als Lifeline von Mission Lifeline                                             | |
| Rise Above                                           | Mission Lifeline                                            | Deutschland                     | 25 m    | Zuerst als Kooperation mit Sea-Punks e. V., dann unter Eigenregie. Mitte 2021 Überführung von Wilhelmshaven in das Mittelmeer. Einsätze ab Ende 2021 bis Ende 2023. |            | Herbst 2021 bis Ende 2023                                                                                                   | |
| Mare Liberum (zuvor Sea-Watch von Sea-Watch)         | Mare Liberum                                                | Deutschland                     | 21 m    | Von der Organisation Sea-Watch 2015 erworben und umgebaut, nach einigen Einsätzen an die Organisation Mare Liberum übergegangen. Das Nachfolgeschiff war die Sea-Watch 2, da sie mehr Möglichkeiten bieten konnte als die Sea-Watch. | Sea-Watch  | Ab 2015 von Sea-Watch als Sea-Watch Ab 2018 von Mare Liberum als Mare Liberum.                                              | |
| Sea-Watch 3 (zuvor Dignity I von Ärzte ohne Grenzen) | Sea-Watch                                                   | Deutschland                     | 50 m    | Bei der Flüchtlingsrettung als Dignity I für Medicos Sin Fronteras España etwa ab 2015 aktiv. 2017 an die Organisation Sea-Watch übergegangen. Internationale Bekanntheit erlangte es, als Kapitänin Carola Rackete das Schiff ohne Genehmigung in den Hafen von Lampedusa fuhr. Sie konnte die Sicherheit der Menschen nicht garantieren, da ihr ein sicherer Hafen über einen längeren Zeitraum verwehrt wurde. Anschließend wurde das Schiff für sechs Monate festgesetzt. |            | 2015–2017 von Ärzte ohne Grenzen als Dignity I. ab 2017 von Sea-Watch als Sea-Watch 3.                                      | 2018 Juli 2019 – Dezember 2019 ab Juli 2020 |
| Humanity 1 (zuvor Sea-Watch 4)                       | Sea-Watch, Ärzte ohne Grenzen, SOS Humanity                 | Deutschland                     | 60 m    | Ehemaliges Forschungsschiff Poseidon. Das Schiff wurde 2020 von Gemeinsam Retten, Sea-Watch und Ärzte ohne Grenzen gekauft. Ab August 2022 mit Hilfe von United4Rescue von SOS Humanity erworben und in Humanity 1 umgetauft. |            | Ab August 2020 | |
| Sea-Watch 5                                          | Sea-Watch                                                   | Deutschland                     | 58,3 m  | Von Sea-Watch mit Hilfe von United4Rescue erworben. |            | Ab Dezember 2023 | |
| Aurora                                               | Sea-Watch                                                   | Deutschland                     | 14 m    | |            | seit Anfang 2022 | |
| VOS Prudence                                         | Médecins sans frontières Belgique                           | Italien                         | 75 m    | Einsatz im Oktober 2017 eingestellt. |            | Bis Oktober 2017 | |
| Aquarius                                             | SOS Méditerranée, Ärzte ohne Grenzen                        | Gibraltar                       | 77 m    | Die beiden Organisationen charterten das Schiff 2016 und mussten allerdings 2018 ihren Einsatz damit beenden. Mitte 2019 folgte dann das Nachfolgeschiff Ocean Viking. | Aquarius   | Februar 2016 – Ende 2018 | Schwierigkeiten mit Registrierung und Flagge |
| Ocean Viking                                         | SOS Méditerranée, (früher gemeinsam mit Ärzte ohne Grenzen) | Niederlande                     | 69 m    | Da die Aquarius nicht mehr verwendet werden konnte, wurde die Ocean Viking gechartert. Da die beiden Organisationen ihre Kooperation im Frühling 2020 beendeten, verwendet SOS Méditerranée das Schiff mittlerweile alleine. |            | Ab Mitte 2019 bis zur Festsetzung                                                                                           | Seit Juli 2020 in Italien beschlagnahmt wegen Überschreitung der Passagierzahl.                                                                  |
| Bourbon Argos                                        | Ärzte ohne Grenzen, Migrant Offshore Aid Station (MOAS)     | Luxemburg                       | 69 m    | Einsatz im August 2017 eingestellt. |            | 2015 – August 2017 | |
| Phoenix                                              | Migrant Offshore Aid Station (MOAS)                         | Belize                          | 40 m    | Von August 2014 bis August 2017 im Mittelmeer eingesetzt. Später wurde das Schiff vor der Küste von Myanmar und Bangladesch eingesetzt. |            | August 2014 – August 2017                                                                                                   | |
| Alex                                                 | Mediterranea Saving Humans                                  | Italien                         | 16 m    | Das Schiff war nur als Begleitschiff für die Mare Jonio gedacht, rettete aber im Juni 2019 54 Menschen und war damit völlig überladen. Am 6. Juli fuhr das Schiff ohne Genehmigung in den Hafen von Lampedusa. |            | Einsatz wegen der COVID-19-Pandemie eingestellt                                                                             | |
| Mare Jonio                                           | Mediterranea Saving Humans                                  | Italien                         | 20 m    | Am 9. Mai 2019 rettete die Besatzung der Mare Jonio gemeinsam mit der italienischen Küstenwache 66 Personen. Der damalige italienische Innenminister konnte das Schiff aufgrund fehlender Beweise nicht beschlagnahmen. |            | Einsatz wegen der COVID-19-Pandemie eingestellt                                                                             | |
| Golfo Azzurro                                        | Proactiva Open Arms                                         | Panama                          | 40 m    | Das ehemalige Fischereifahrzeug wurde im Sommer 2016 für einige Wochen im Mittelmeer eingesetzt. Nach eigenen Angaben retteten die Aktivisten 1500 Menschen vor dem Ertrinken. |            | Ab Juni 2016 für einige Wochen                                                                                              | |
| Open Arms                                            | Proactiva Open Arms                                         | Spanien                         | 37 m    | Am 27. Januar rettete die Besatzung 363 Personen aus Seenot. Aufgrund knapper Vorräte wollte die Besatzung in Malta einlaufen, dies wurde aber verweigert. Am 2. Februar lief das Schiff in Sizilien ein. | Open Arms  | Ab Anfang 2017 | März 2018 für etwa einen Monat Seit Anfang 2019 festgehalten.                                                                                    |
| Aita Mari                                            | Salvamento Marítimo Humanitario (SMH)                       | Spanien                         | 32 m    | Wird 2020 in Barcelona von den Behörden festgehalten, bei der Flüchtlingsrettung seit 2019 aktiv. | Aita Mari  | | Seit Mai 2020 in Barcelona festgesetzt |
| VOS Hestia                                           | Save the Children                                           | Italien                         | 59 m    | Die Rettung von Kindern war der Organisation besonders wichtig, allerdings wurde der Einsatz 2017 planmäßig eingestellt. |            | September 2016 bis Oktober 2017                                                                                             | Keine öffentlich bekannten |
| Iuventa                                              | Jugend Rettet                                               | Niederlande                     | 33 m    | Jugend Rettet schickte 2016 die Iuventa ins Mittelmeer. Am 2. August 2017 wurde das Schiff von Italien beschlagnahmt. Vor diesem Vorfall wurde Seenotrettung im Mittelmeer nicht aktiv von der EU verhindert. Gegen die Kapitänin Pia Klemp und weitere Besatzungsmitglieder laufen Gerichtsverfahren. Nach eigenen Angaben rettete der Verein 14000 Menschen aus Seenot. |            | Ab 2016 bis zur Festsetzung                                                                                                 | Seit August 2017 von Italien beschlagnahmt wegen des Verdachts der Beihilfe zu illegaler Einwanderung und Unterstützung von Menschenschlepperei. |
| Life (zuvor Seefuchs von Sea-Eye)                    | Proem Aid                                                   | Deutschland (zuvor Niederlande) | 26 m    | Seit 2017 für die Organisation Sea-Eye im Einsatz. Das Schiff wurde im März 2019 an die spanische Organisation Proem Aid gespendet. | Seefuchs   | Ab 2017 von Sea-Eye als Seefuchs. Ab März 2019 von Proem Aid als Life.                                                      | Bis November 2018 für 6 Monate in Italien. |
| Minden                                               | Lifeboat Project                                            | Deutschland                     | 23 m    | Von März 2016 bis Anfang Juli 2016 in der Ägäis von der DGzRS und der DLRG eingesetzt. Von Anfang Juli 2016 bis September 2017 von LifeBoat zwischen Libyen und Lampedusa eingesetzt (siehe 23,3-Meter-Klasse der DGzRS). | Minden     | März 2016 bis Juli 2016 in der Ägäis von DGzRS und DLRG. Juli 2016 bis September 2017 von LifeBoat im zentralen Mittelmeer. | |
| Sea-Eye 4                                            | Sea-Eye                                                     | Deutschland                     | 53 m    | | Sea-Eye 4  | 2021 bis Mai 2025, dann übergeben an Mediterranea Saving Humans                                                             | |
| Sea-Eye 5                                            | Sea-Eye                                                     | Deutschland                     | 23,3 m  | Ex Nis Randers der DGzRS |            | seit Mitte 2024 | |
| Geo Barents                                          | Ärzte ohne Grenzen                                          | Norwegen                        | 76,95 m | |            | 2021 - Ende 2024 | Insgesamt 160 Tage festgesetzt. |
| Sea Punk I                                           | Sea Punks e. V.                                             | Vereinigtes Königreich          | 27 m    | | Sea Punk I | seit 2023 | |
| Imara                                                | R42 Sail and Rescue                                         | Deutschland                     | 14 m    | |            | seit 2021 | |
| Trotamar 3                                           | Compass Collective                                          | Deutschland                     | 13 m    | |            | seit August 2023 | |
| Nadir                                                | RESQSHIP                                                    | Deutschland                     | 19 m    | |            | seit Frühjahr 2021 | |
| Sarah                                                | SARAH                                                       | Deutschland                     | 22 m    | |            | seit Mitte 2024 | |
| Louise Michel                                        | Pia Klemp                                                   | Deutschland                     | 30,35 m | |            | seit August 2020 | |
| Life Support                                         | EMERGENCY                                                   | Panama                          | 52 m    | |            | seit Ende 2022 | |

#### Kritik an nichtstaatlichen Rettungsorganisationen
Der Afrikanist und Journalist Stephen Smith kritisierte 2017 die nichtstaatlichen Rettungsorganisationen für ihr Handeln, das er als gesinnungsethisch motiviert beschreibt. Man folge seinem Gewissen, die Verantwortung für die Folgen dieser Handlungen schiebe man nach Max Weber auf Gott. Die nichtstaatlichen Rettungsorganisationen im Mittelmeer würden Migranten einsammeln, die nur eine bessere Zukunft wollen und dafür bereit seien, ihr Leben zur Erpressung einzusetzen. Die nichtstaatlichen Gruppen bewiesen dann ihre ganze „Hingabe“ beim Abladen der Migranten an der italienischen Küste, einem „sicheren Platz“. Die Gelder für Unterbringung, Versorgung und Berufsausbildung dieser angelandeten Migranten stellten diese Rettungsorganisationen aber nicht zur Verfügung. Man müsse jedoch, so Smith, auch jenseits des moralischen Narzissmus die Verantwortung für die Folgen des eigenen Handels übernehmen, etwas, was Weber als Verantwortungsethik beschreibt.
Frontex und andere Experten betrachten nach Stellungnahmen von 2017 den Flüchtlingstransport durch private Helfer nach Europa als einen der Pull-Faktoren, der Anreize zur Migration schaffe oder vergrößere. Die privaten Hilfsorganisationen erledigen einen Teil des Geschäfts der Menschenschmuggler; die Schlepper zwingen ihre Kunden auf seeuntaugliche Boote, wo diese auf Seeretter warten müssen. Den Flüchtlingen ist in der Regel vorher nicht bekannt, dass sie auf seeuntüchtigen Booten auf Rettung warten müssen. Hinzu kommt, dass nie genug Retter da sein werden, um jedes Unglück zu verhindern. Im Dezember 2016 registrierte Frontex einen ersten Fall, bei dem Schlepper die Migranten direkt auf ein NGO-Boot brachten. Zudem äußerte Frontex Besorgnis über die Interaktion zwischen NGOs und Schleppern:
- Es gebe klare Anzeichen, dass die Schlepperboote schon vor dem In-See-Stechen die präzise Richtung kennen, auf der sie ein NGO-Boot erreichen.
- Während im Sommer 2016 noch 2/3 der Rettungen nach Abgabe eines Notrufs erfolgten, erfolgt seit Oktober 2016 nur noch in knapp jedem 10. Fall ein Notruf. Im selben Zeitraum erhöhte sich der Anteil der NGOs an den Rettungen von 5 % auf 40 %.
- Von NGO-Booten übernommene gerettete Flüchtlinge kooperierten oft nicht mit Frontex-Beamten. Einige sagten aus, sie seien vor einer Kooperation gewarnt worden.

Der Architekt und Politologe Charles Heller sowie der Architekt Lorenzo Pezzani, Forscher im Bereich Forensic Oceanography der Forensic Architecture Agency an der University of London, widersprachen 2017 dem Frontex-Vorwurf, das Rettungsangebot der NGOs sei ein „Pull-Faktor“: Die NGO-Flotte antwortete auf verändertes Schmugglerverhalten, das durch die Anti-Schmuggeloperation (der EU) ausgelöst wurde […]. […] Während das Vorgehen der SAR-NGOs unabsichtlich dazu beigetragen haben könnte, die Veränderung im Schmugglerverhalten zu verfestigen, gebe es bisher keinen Beweis für eine kriminelle Zusammenarbeit mit den Schmugglern (…). Die Forensic Architecture Agency arbeitet eng mit NGOs zusammen. Dass die Grenzen zwischen Wissenschaft und Aktivismus dabei verschwimmen, ist gewollt, da sich die Arbeit der Forensic Architecture Agency per se als politisch versteht.
Zeugenaussagen von Flüchtlingen, die dem deutschen Gemeinsames Analyse- und Strategiezentrum illegale Migration (Gasim) 2020 vorliegen, deuten an, dass Menschenschmuggler die Tracking-Funktion der NGO-Schiffe nutzten, um über frei zugängliche Internetseiten deren Position zu bestimmen. Weiter hätten die Schmuggler mittels Satellitentelefon in Einzelfällen selbst Kontakt aufgenommen. Es seien bei Anwesenheit von NGO-Schiffen konzertierte Abfahrten aus Libyen festgestellt worden.
Der Experte Kilian Kleinschmidt warnt dagegen vor Naivität: „Natürlich haben Rettungsaktionen eine beruhigende Wirkung auf jene, die sich auf die Reise begeben. Und daran denken auch die Schlepper.“ Professor Belachew Gebrewold erklärt: „Je mehr Menschen ankommen, desto mehr Informationen fließen in deren Heimatländer zurück“, dies kann weitere Menschen zur Migration animieren. Der Fehler der Oxford-Studie liegt darin, dass die untersuchten Zeiträume zu kurz sind. Der Effekt wirkt sich erst zeitverzögert aus, weil die Menschen erst Geld auftreiben und alles organisieren müssen. Der Dokumentarfilmer Michelangelo Severgnini berichtete nach Besuchen in Flüchtlingslagern in Tunesien: „Natürlich gibt es einen Pull-Effekt.“ „Die über die europäischen Medien verbreitete Information, dass Retter vor Ort sind, treibt Menschen an, aus Tunesien zurück nach Libyen zu gehen“. Er plädiert für eine sofortige Evakuierung der Asylsuchenden aus Libyen nach Europa und in die Herkunftsländer der Gestrandeten und für Informationskampagnen mit dem Ziel, dass sich Menschen gar nicht erst auf den Weg in Richtung Libyen machten. Der Weg über das Meer sei „eine barbarische Art und Weise, zu migrieren: Das ist krank und verrückt. Das muss sofort aufhören.“
Der Philosophieprofessor Frank Dietrich von der Universität Düsseldorf sieht die Aktivitäten der NGOs kritisch. „Es reicht nicht aus, sich auf die guten Absichten zu berufen, die zweifellos vorhanden sind“. Die Helfer müssten anerkennen, dass es „eine Sogwirkung gibt und die Anwesenheit von NGOs Menschen tatsächlich dazu verleitet, den riskanten Weg über das Mittelmeer zu wählen“. Dies könne zumindest aus Sicht der utilitaristischen Denkschule moralisch gerechtfertigt werden, wenn NGOs mehr Menschenleben retten als gefährden. Dies würde sich danach entscheiden, wie stark die Sogwirkung ist. Seiner Ansicht nach gibt es für jeden Menschen ein Recht auf menschenwürdiges Leben. Jedes Staatswesen habe aber das Recht, sein politisches Schicksal selbst zu bestimmen, unter anderem auch durch die Entscheidung, ob und wie viel Migration es zulässt. Hilfe könne auch in Form von Hilfe vor Ort erfolgen.
Der österreichische Innenminister Wolfgang Sobotka warf NGO-Schiffen vor, in libysche Hoheitsgewässer einzudringen und dort die Flüchtlinge von den Schleppern direkt zu übernehmen. Der deutsche Innenminister de Maizière bezeichnete das Vorgehen von NGO-Schiffen im Juli 2017 als nicht vertrauenerweckend. Als Beispiele nannte er Untersuchungen der Italiener, nach denen NGO-Schiffe ihre Transponder regelwidrig abstellen und so ihre Position verschleiern würden. Auch seien NGO-Schiffe in libysche Gewässer gefahren und hätten vor dem Strand einen Scheinwerfer eingeschaltet, um Schleusern ein Ziel vorzugeben. Der Geschäftsführer von Ärzte ohne Grenzen erwiderte, dass man Scheinwerfer brauche, um nach Schiffbrüchigen zu suchen, die Bordscheinwerfer seien aber jenseits der 12-Meilen-Zone von Land aus nicht zu sehen. Die Transponder schalte man ab, wenn sich fremde bewaffnete Schiffe näherten, um sich selbst zu schützen. Ein Vertreter der Organisation „Sea-Eye“ gab an, man müsse mit eingeschalteten Scheinwerfern fahren, um Kollisionen zu vermeiden. De Maizière wurde daraufhin von der Opposition vorgeworfen, ohne Belege Stimmung gegen Flüchtlinge zu machen. Die Grünenpolitikerin Göring-Eckhart warf de Maizière vor, Stimmung gegen Flüchtlinge zu machen, der Linkenpolitiker Korte sprach von Zynismus und Kälte.
Die italienische Staatsanwaltschaft ermittelt gegen Jugend Rettet wegen des Verdachts der Begünstigung illegaler Einwanderung. Deren Schiff Iuventa wurde Anfang August 2017 beschlagnahmt; die Staatsanwaltschaft legte Zeugenaussagen, Fotos, Videos und Gesprächsmitschnitte vor, die belegen sollen, dass die Besatzung nicht Menschen aus Seenot gerettet, sondern Flüchtlinge bei vollkommen ruhiger See direkt von den Schleppern übernommen habe. Unter anderem seien Migranten von intakten Booten aufgenommen worden, mit denen die Schlepper anschließend zurückfuhren, oder es seien leere Boote zu den Schleppern zurückgebracht worden, von denen eines bei einer späteren Seenotrettung wiedererkannt wurde. In den Ermittlungsakten geht man ausdrücklich nicht von finanziellen Absichten der Besatzung aus, sondern eher von einer Art Helferprotagonismus.
Michael Tatzgern, ein Experte für Schlepperaktivitäten des österreichischen Bundeskriminalamtes, meinte in einem Artikel der Welt vom Juli 2018: „Je mehr NGO-Schiffe in der Nähe sind, desto mehr Schlauchboote stechen in See“.
Im November 2018 äußerten sich Menschenrechtsexperten der UN besorgt über fortgesetzte „Schmutzkampagnen gegen NGOs“ und die „Kriminalisierung der Arbeit von Verteidigern der Rechte von Migranten“ in Italien.
Ein Bericht der spanischen Regierung, der im Februar 2019 bekannt wurde, kam zum evidenzbasierten Schluss, dass mehr Rettungsschiffe, die im Mittelmeer unterwegs sind, zu mehr Todesfällen im Mittelmeer führen. Der Grund wird in der Einplanung der Rettungsaktionen durch die Schlepperorganisationen gesehen, die daher immer günstigere und weniger seetüchtige Boote verwendeten. Spanien entzog schließlich Anfang 2019 den privaten Rettern wegen Nichteinhaltung von Sicherheitsstandards die Auslaufgenehmigungen; nach Einschätzung von Journalisten wollten die Behörden nicht von Neuem in eine Situation geraten, in der sie gezwungen sind, ein Schiff voller Migranten aufzunehmen, die kein Land in Europa will.

#### Verhaltenskodex für NGOs (Juli 2017)
Die EU-Innenminister verständigten sich am 3. Juli 2017 darauf, dass die italienische Regierung einen „Verhaltenskodex für NGOs“ ausarbeiten soll, um die Koordination der Organisationen, die im Mittelmeer im Einsatz sind, zu verbessern. Nach Ansicht Brüsseler und Berliner Rechtsgutachten der wissenschaftlichen Dienste ist der erarbeitete Verhaltenskodex nicht rechtswirksam, weil er gegen das Völkerrecht verstößt und die Jahrhunderte alte Tradition der Seenotrettung blockieren oder ins Leere laufen lassen könnte.
Der Verhaltenskodex beinhaltet folgende Punkte:
1. Ein Verbot für NGOs, in libysche Gewässer einzufahren, außer es besteht „Gefahr im Verzug für menschliches Leben auf See“.
2. Transponder zur Ortung der Schiffe dürfen nicht abgeschaltet werden.
3. Verboten sind Telefongespräche oder die Aussendung von Lichtsignalen. Kontakte mit Schleppern sollen so unterbunden werden.
4. Die NGOs werden verpflichtet, die Geretteten selbst in den nächsten „sicheren Hafen“ zu bringen und nicht an Schiffe der italienischen Küstenwache oder von internationalen Einsätzen abzugeben. Eine Ausnahme gilt in Notfällen.
5. Such- und Rettungsaktionen der libyschen Küstenwache dürfen nicht behindert werden.
6. Die Polizei muss für Ermittlungen im Zusammenhang mit Schleusernetzwerken an Bord gelassen werden.
7. Die Finanzierung der Seenotrettung muss offengelegt werden.
8. Die Seenotrettungszentren der Staaten, unter deren Flagge die NGO-Schiffe fahren, müssen über Rettungseinsätze informiert werden.
9. Eine Bescheinigung muss vorliegen, welche „die technische Eignung für Rettungsaktivitäten“ belegt – wie sie auch normale italienische und Handelsschiffe benötigen.
10. Die NGO-Schiffe müssen den Behörden „mindestens zwei Stunden vor Erreichen des Hafens“ nach einer Rettungsaktion übliche Dokumente übermitteln, darunter solche zum Ablauf des Einsatzes und zur gesundheitlichen Situation der Geretteten.
11. Übermittlung aller Informationen, die für Ermittlungen der italienischen Polizei wichtig sein könnten, sowie die Übergabe „jeglichen Objektes, das Nachweis oder Beweis einer illegalen Handlung sein könnte“.

Zur Beilegung des Konfliktes stimmten am 31. Juli 2017 drei NGOs (Save the Children, Migrant Offshore Aid Station und Proactiva Open Arms) einem Vorschlag Italiens für Verhaltensregeln zu, fünf weitere lehnten ab. Ärzte ohne Grenzen weigerte sich, weil man die eigenen Schiffe nicht einsetzen wolle, um die an Bord genommenen Personen selbst nach Italien zu bringen. Um mehr Zeit für Rettungseinsätze zu haben, will die Organisation die Menschen an andere Schiffe übergeben, die den Transport durchführen sollen. Ein Vertreter von „Jugend Rettet“ gab an, man sehe die Neutralität verletzt, wenn man den Behörden bei Ermittlungen helfen müsse, oder gar italienische Polizisten an Bord wären. Ein Vertreter von Save the Children hingegen gab an, dass die Organisation die Regeln bereits in der Vergangenheit weitgehend eingehalten habe und diese auch in der Zukunft kein Problem darstellten.

#### Auseinandersetzung um die Zielhäfen für aus Seenot geborgene Flüchtlinge
Nele Matz-Lück, Professorin für Öffentliches Recht mit dem Schwerpunkt Seerecht an der Universität Kiel, sieht eine rechtliche Lücke in den Seerechtskonventionen. Die Küstenstaaten seien durch ihr Hoheitsrecht nicht automatisch verpflichtet, Gerettete an Land zu lassen, sondern könnten diesen stattdessen zum Beispiel eine medizinische Versorgung an Bord zukommen lassen.
Valentin Schatz vom Lehrstuhl für Internationales Seerecht der Universität Hamburg meint, dass Italien einen Hafen hätte zuweisen müssen. Eine Rückführung von Flüchtlingen nach Libyen wäre rechtswidrig, es sei somit nachvollziehbar, den nächstgelegenen Hafen Lampedusa anzusteuern. Für eine Weiterfahrt ohne Anlegen bis zum Flaggenstaat Niederlande sei das Schiff nicht ausgelegt. „Das Recht liegt etwas mehr auf Seiten der NGO, aber letztlich regelt das Seevölkerrecht nicht, wie diese Situation zu lösen ist“.
Der Wissenschaftliche Dienst des Deutschen Bundestages sieht grundsätzlich kein Recht auf Zugang zu einem nationalen Hafen und Aussteigenlassen der Geretteten. Es könne aber mit dem Nothafenrecht argumentiert werden, wenn eine unmittelbare und ohne fremde Hilfe unabwendbare Gefahr für das Leben von Besatzungsmitgliedern oder Passagieren droht. Es bestehen aber auch für dieses Einschränkungen.
Das Rettungsschiff Open Arms der spanischen Organisation Proactiva Open Arms wurde von italienischen Behörden im März 2018 in Pozzallo festgesetzt, nachdem sich die Besatzung zuvor geweigert hatte, den Anweisungen der zuständigen italienischen Rettungsleitstelle MRCC zu folgen, die On-Scene-Koordination für einen Rettungseinsatz an die libysche Küstenwache zu übertragen. Die Open-Arms-Besatzung übergab die zuvor geborgenen 218 Personen nicht an die Libyer, die sie dazu aufgefordert hatten, sondern brachte sie trotz der Gewaltandrohung der libyschen Küstenwache in den Hafen von Pozallo. Die Aktivisten gaben an, sie hätten befürchtet, gegen das Nichtzurückweisungsprinzip zu verstoßen, wenn sie die Personen in internationalen Gewässer an die Libyer übergeben würden. Weiter zeigte sich der Präsident des Vereins überrascht, dass sich das libysche Schiff überhaupt in der Region aufhielt. Das Schiff wurde am 16. April 2018 auf gerichtliche Anordnung wieder freigegeben, da Proactiva richtig gehandelt habe, weil Libyen nicht als sicherer Ort für die Rückführung von Migranten gelte. Die Ermittlungsverfahren gegen den Kapitän und die Missionsleiterin wegen angeblicher Bildung einer kriminellen Vereinigung und Beihilfe zur illegalen Einwanderung wurden durch den italienischen Untersuchungsrichter im Mai 2019 eingestellt.
Italien hatte sich im Januar 2019 geweigert, die Sea-Watch 3 mit 47 geretteten Migranten an Bord in einen seiner Häfen einfahren zu lassen, da vom Rettungsort aus der nächste sichere Hafen in Tunesien gewesen sei. Auf Klage des Kapitäns der Sea Watch und mehrerer geretteter Personen an Bord entschied der Europäische Gerichtshof für Menschenrechte im vorläufigen Rechtsschutz, dass Italien die Personen an Bord medizinisch und mit Lebensmitteln versorgen müsse. Weiter muss den Minderjährigen an Bord rechtlicher Beistand gestellt werden. Die Antragsteller hatten gefordert, dass die Sea-Watch einen italienischen Hafen anfahren und die Migranten dort absetzen darf. Dem kam das Gericht nicht nach. Nachdem Deutschland, Frankreich, Portugal, Rumänien und Malta sich zur Aufnahme der Personen bereit erklärt hatten, konnten die Geretteten am 31. Januar nach fast zwei Wochen die Sea Watch 3 in Catania verlassen.
Am 21. Juni wurde von Kapitänin Rackete und mehreren Staatsangehörigen verschiedener afrikanischer Staaten beim EGMR eine einstweilige Anordnung beantragt, um Italien zum Einlaufenlassen der Sea-Watch 3 zu zwingen. Den Eilantrag lehnte das Gericht jedoch am 25. Juni 2019 ab, da vorläufige Maßnahmen nur dann vorgesehen seien, wenn es ein „unmittelbares Risiko für irreparablen Schaden“ gibt. Die Situation an Bord des Schiffes rechtfertige derzeit keinen Zwang gegen Italien. Italien erhielt den Hinweis, dass das Gericht sich auf die notwendige Hilfe der Behörden gegenüber den „Personen, die sich in der Situation von Vulnerabilität befinden“, verlasse.
Matteo Salvini, Innenminister Italiens, kritisierte im Juli 2019, dass die Rettungsorganisation Mediterranea Saving Humans die auf der Segelyacht Alex aufgenommenen Menschen nicht zu Häfen in Libyen oder Tunesien brächten: 

„Wenn diese Nichtregierungsorganisation wirklich die Sicherheit der Migranten im Sinn hat, muss sie den nächstliegenden Hafen ansteuern.“

 Die Organisation Mediterranea Saving Humans lehnte es im Juli 2019 ab, aus dem Meer Gerettete nach Libyen zu bringen, da dem Land schwere Menschenrechtsverletzungen und Folter in Gefangenenlagern für Flüchtlinge vorgeworfen werden. Die Organisation lehnte es auch ab, die Geretteten nach Tunesien zu bringen, da Tunesien seine Häfen zeitweise für aus Seenot gerettete Migranten gesperrt habe, eine Anlandung nur unter der Bedingung erlaube, dass die Migranten sofort in ihre Herkunftsländer zurückgeschickt würden, und die Möglichkeit, Asyl in Tunesien zu beantragen, ausgeschlossen bliebe.
2020 versuchten ein Sudanese und ein Ivorer, die in der Nacht vom 8. auf den 9. April, mit etwa 40 weiteren Personen in der Nähe von Tripolis in Libyen auf einem Boot losgefahren waren, ihre Rettung nach Presserecherchen von Il Giornale gerichtlich zu erzwingen. Noch während sie unterwegs waren, kontaktierten sie demnach telefonisch die italienische Migrationsanwältin Lucia Gennari, die umgehend eine entsprechende Eingabe beim Europäischen Gerichtshof für Menschenrechte in Straßburg machte, in der Rettung und Verbringung in einen sicheren Hafen gefordert werden. Später folgte eine zweite Eingabe, in der die aktuelle Lage an Bord beschrieben wurde und in der Malta und Italien, die ihre Häfen wegen der COVID-19-Pandemie geschlossen hatten, verschiedener Menschenrechtsverletzungen bezichtigt werden. Vor dem Ertrinken wurden die Menschen letztlich durch ein Fischerboot gerettet, das sie allerdings nach Libyen zurückbrachte.

#### Behinderung von NGOs
Es sind mehrere Fälle dokumentiert, in denen die libysche Küstenwache mit gefährlichen Manövern Flüchtlinge und Vertreter von Rettungsorganisationen in Gefahr gebracht hat. Im Juli 2017 teilte der Internationale Strafgerichtshof in Den Haag mit, dass er Untersuchungen gegen die libysche Küstenwache wegen angeblicher Angriffe auf Seenotrettungs-NGOs eingeleitet habe.
Als im Sommer 2018 die Behörden von Malta für mehrere Monate das Auslaufen diverser Schiffe von Nichtregierungsorganisationen mit Verweisen auf Unregelmäßigkeiten in deren Registrierung blockierten, wurde der maltesischen Regierung von Europaparlamentariern die „Kriminalisierung“ und „ungesetzliche“ Blockade von privaten Rettungsorganisationen vorgeworfen. Nach einem Bericht der Zeitung Die Zeit sei das Auslaufverbot ohne konkrete Angabe von Gründen ausgesprochen worden, um von den Betreiber-NGOs eine offenbar juristisch irrelevante Erklärung zu erzwingen, nach der diese künftig auf die Durchführung von Rettungsmissionen verzichten würden. Im Dezember 2018 reichte Sea-Watch Klage gegen das maltesische Verkehrsministerium ein, weil dieses eigenmächtig die freie Verfügung über die Sea-Watch 3 verhindert habe.
Malta und Italien haben privaten Rettungsschiffen schon mehrmals das Anlegen in ihren Häfen verweigert, um eine gesamteuropäische Verteilung der geretteten Bootsflüchtlinge zu erreichen. Daher sind seit Mitte 2018 nur noch wenige Rettungsschiffe im Mittelmeer unterwegs und am Jahresende wurden zwei solche Schiffe über Wochen daran gehindert, mit Geretteten in einen europäischen Hafen einzulaufen.
Italien unterband Aufklärungsflüge der Hilfsorganisationen Sea-Watch und Pilotes Voluntaires im Jahr 2019 mit der Begründung, dass die bisher eingesetzten Flugzeuge Moonbird und Colibri nur für Erholungs- und Non-Profit-Zwecke zugelassen wären.
Die Staatsanwaltschaft wirft Matteo Salvini vor, im August 2019 jenseits seiner Befugnisse mehr als 80 gerettete Migranten auf dem Rettungsschiff Open Arms festgehalten zu haben. Die Immunität Salvinis wurde Ende Juli 2020 aufgehoben, um einen Prozess in Palermo zu ermöglichen.

## Todesfälle
Nach Schätzungen des Projekts The Migrants Files, an dem unter anderem die NZZ beteiligt war, starben von 2000 bis 2013 geschätzte 23.000 Personen bei dem Versuch, Europa zu erreichen. Janne Grote berichtete 2014: „Drei von hundert Personen, die nachweislich die Überfahrt wagten, kamen in den vergangenen Jahren dabei um.“ Seit 2014 werden von der IOM auf der zentralen Mittelmeerroute mehr Todesopfer geschätzt als auf irgendeiner anderen Migrationsroute. IOM-Personal aus Libyen berichtet, dass zunehmend seeuntüchtigere Boote verwendet werden und auch zu Schlechtwetterzeiten mehr Überfahrten gestartet würden.
Weniger bekannt ist, dass viele Flüchtlinge schon auf ihrem Weg von Niger durch die Sahara zur libyschen Küste verdursten. Nach Schätzungen von Experten sterben in der Ténéré-Wüste dreimal so viele Migranten wie auf dem Mittelmeer.
| Jahr               | 2010  | 2011   | 2012   | 2013   | 2014    | 2015      | 2016    | 2017    | 2018    | 2019    | 2020   | 2021    | 2022    | 2023    | 2024    |
| ------------------ | ----- | ------ | ------ | ------ | ------- | --------- | ------- | ------- | ------- | ------- | ------ | ------- | ------- | ------- | ------- |
| Tote/Vermisste     | 123   | 1.500  | 500    | 600    | 3.538   | 3.771     | 5.096   | 3.139   | 2.277   | 1.319   | 1.401  | 3.231   | 3.017   | 4.110   | 3.530   |
| Ankunftszahlen     | 9.700 | 70.000 | 22.500 | 60.000 | 216.054 | 1.015.078 | 362.753 | 172.301 | 138.882 | 123.663 | 95.031 | 123.540 | 160.070 | 270.700 | 199.400 |
| davon nach Italien | 4.450 | 64.300 | 15.200 | 45.300 | 170.100 | 153.842   | 181.436 | 119.249 | 23.370  | 11.471  |        |         |         |         |         |

### Analysen und Kritik
Durch die Beendigung von Mare Nostrum im Oktober 2014 und den eingeschränkten Aktionsraum von Frontex und Triton fehlten geeignete Seenotrettungsschiffe vor Ort, sodass Handelsschiffe einen bedeutenden Anteil an den Rettungseinsätzen zu tragen hatten, die vom MRCC entsprechend angewiesen wurden. Frontex und die italienische Küstenwache waren sich im Klaren, dass die Handelsschiffe für solche Einsätze nicht geeignet waren. Als innerhalb einer Woche etwa 1.200 Menschen bei zwei Rettungsversuchen von kommerziellen Schiffen ums Leben kamen, nannte der Präsident der Europäischen Kommission Jean-Claude Juncker die Beendigung von Mare Nostrum einen schweren Fehler. Am 23. April 2015 beschlossen die Staats- und Regierungschefs der EU auf einem Sondergipfel in Brüssel, die Mittel für die Mission Triton (Operation) um 26,25 Mio. Euro zu erhöhen, und weiteten das Operationsgebiet auf rund 138 Seemeilen südlich von Sizilien aus. Neben einer stärkeren Satellitenüberwachung stehen 3 Flugzeuge, 18 Patrouillenboote und 2 Hubschrauber zur Verfügung. Ein ehemaliger Mitarbeiter des Internationalen Strafgerichtshofs und des französischen Außenministeriums sowie ein israelischer Anwalt warfen den EU-Ländern Frankreich, Deutschland und Italien in einer Anzeige im Juni 2019 beim Internationalen Strafgerichtshof unter anderem Verbrechen gegen die Menschlichkeit vor. Sie zielten damit auf die Beendigung der Mission „Mare Nostrum“ ab und folgerten, dass die EU-Länder für tausende von Toten pro Jahr verantwortlich seien.
Frontex und NGOs sehen die Hauptursache für eine ansteigende Zahl von Todesfällen in dem Einsatz von seeuntauglichen Booten durch die Schlepper. Diese sind oft überladen; viele Bootsinsassen können nicht schwimmen und haben keine Rettungswesten. Wer bei einem Boot mit Innenraum unter Deck ist, schafft es beim Kentern des Bootes oft nicht mehr heraus. Claudio Deiana (Universität Cagliari), Vikram Maheshri (University of Houston) und Giovanni Mastrobuoni (Universität Turin) kommen in einem Arbeitspapier von September 2019 zu dem Ergebnis, dass ein Moral Hazard-Problem besteht. Denn die Schlepper reagieren strategisch auf vermehrte Search and Rescue Operationen, indem sie mehr Migranten auf eine weit weniger sichere Art aufs Meer hinaus schicken und dadurch den Sicherheitsgewinn aus den Search und Rescue Operationen vollständig zunichtemachten. Während die Schlepper bei geringer SAR-Aktivität wenige seetüchtige Holzboote einsetzen und diese nur bei ruhiger See rausschicken, setzen sie bei hoher SAR-Aktivität viele billige, nicht seetüchtige Schlauchboote ein, die zudem auch trotz stärkerem Wellengang rausgeschickt werden. Das Sicherheitsrisiko ist in beiden Varianten unter dem Strich ungefähr gleich groß. Da Schlauchboote viel billiger sind als seetüchtige Boote, haben Schlepper eine höhere Gewinnspanne und können ihren Dienst trotzdem billiger anbieten, was die Nachfrage stark steigen lässt. Eine größere Zahl von Überfahrten führt trotz gleichem Risiko zu mehr Toten. Problematisch ist auch, dass viele Schlepper unter der Schutzherrschaft von Organisationen wie dem IS arbeiten. Die Autoren empfehlen stattdessen, die Situation in den Heimatländern zu verbessern und legale Migration zu ermöglichen.
Der Migrationsforscher Paul Scheffer kritisierte im März 2016 in einem Interview: „Unsere Flüchtlingspolitik hat vielleicht mehr Leben gekostet, als wir“ [vor Krieg und Terror] „gerettet haben. […] Die meisten von ihnen kamen aus relativ sicheren Ländern. Unsere Botschaft an sie lautete: Riskiert euer Leben! Denn wer es schafft, unsere Grenzen zu überwinden, wird nicht zurückgeschickt. Das muss aufhören. Ich bin aber absolut dafür, dass Europa in den Regionen investiert und sich zweitens verpflichtet, über einen längeren Zeitraum hinweg eine bedeutende Zahl von Menschen aus der Türkei, Jordanien und dem Libanon aufzunehmen. Zum Beispiel 300.000 jedes Jahr. Doch diese Generosität muss mit der Sorge um die eigene Bevölkerung ausbalanciert werden, sonst antworten Populisten auf dieses moralisches Dilemma mit ‚Unsere Leute zuerst‘ und Vertreter der Willkommenskultur mit ‚Die anderen zuerst‘.“ Ähnlich argumentiert auch der Migrationsforscher Ruud Koopmans.
Die Regierung Italiens argumentiert, dass NGOs – willentlich oder nicht – zu Helfershelfern der Schlepper werden. Weniger private Rettungsschiffe führten zu weniger Bootsflüchtlingen und weniger Bootsflüchtlinge zu weniger Todesfällen. Die Statistiken von UNHCR und IOM kann man für diese Argumentation tatsächlich heranziehen: Von 5096 Toten und Vermissten 2016 über 3139 im Jahre 2017 und 2277 im vergangenen Jahr (2019) ist die Zahl der Todesopfer in diesem Jahr auf bisher 686 zurückgegangen. Allerdings beklagen UNHCR und IOM, dass zwar die absolute Zahl der Toten zurückgegangen ist, im Verhältnis zu der gesunkenen Zahl der Überfahrten nach Europa es jedoch zu einem höheren Prozentsatz an Todesfällen kam. So starb im ersten Halbjahr 2017 einer von 38 Migranten bei der Überfahrt, im ersten Halbjahr 2018 jeweils einer von 19 Migranten. Das UNHCR zeigte sich besorgt, dass in Anbetracht der Skrupellosigkeit der Schlepper, die weiterhin seeuntüchtige Boote benutzen, nicht mehr genügend Seenotrettungskapazitäten vorhanden wären, wenn es nichtstaatlichen Schiffen erschwert wird, gerettete Migranten in einem sicheren Hafen abzusetzen. Nach Ansicht des UNHCR haben NGOs für die Seenotrettung im Mittelmeer eine hohe Bedeutung.

### Schwere Bootsunglücke
Der Weg über das Mittelmeer gilt dadurch als die weltweit gefährlichste Route für Migranten; immer wieder kam es zu schweren Unglücken.

#### Unglück von Otranto März 1997
Am 28. März 1997 kollidierte im Kanal von Otranto das italienische Küstenwachschiff Sibilla bei einem Abfangversuch mit dem Motorboot Kates I Rades. Mindestens 52 albanische Migranten ertranken beim Untergang des Schiffes. Nach achtjährigen Untersuchungen wurden die Kapitäne beider Boote wegen Verursachung eines Schiffbruches und mehrfacher fahrlässiger Tötung in Italien zu mehrjährigen Gefängnisstrafen verurteilt.

#### Bootsunglück vor Tripolis März 2011
Im März 2011, während des libyschen Bürgerkrieges, kam es zum Bootsunglück vor Tripolis, als libysche Schlepper ein Boot mit 72 Menschen besetzt von Tripolis in Richtung Lampedusa fahren ließen. Nach über 18 Stunden waren der Benzinvorrat sowie Lebensmittel und Wasser fast aufgebraucht und das Boot wurde über einen Zeitraum von 15 Tagen von der Strömung zurück nach Tripolis getrieben, in dieser Zeit verdursteten 61 Menschen auf See.
Überlebende berichteten, das Boot sei von einem Hubschrauber, von Kriegsschiffen und Fischerbooten gesichtet worden, ohne dass Rettungsversuche unternommen worden seien. Keines dieser Luft- und Seefahrzeuge ist der Resolution zufolge bis zum Zeitpunkt der Beschlussfassung mit Sicherheit identifiziert worden. Die Parlamentarische Versammlung des Europarats beschloss eine Resolution, die einen Katalog von menschlichem und institutionellem Versagen aufführte. Dazu zählten das rücksichtslose Verhalten der Schlepper und der Umstand, dass die libyschen Behörden ihrer Verantwortung für die libysche SAR-Zone nicht gerecht geworden und sogar an der Ausschiffung des Bootes durch die Schlepper beteiligt gewesen seien.
Es zeigte sich auch, dass das Seenotrettungsrecht insofern eine Lücke hat, als dass nicht geregelt ist, wer die Seenotrettungskoordinierung übernimmt, wenn das eigentlich zuständige Land dazu selbst nicht in der Lage ist. Das MRCC in Rom hatte zehn Tage lang Rettungsaufrufe an alle Schiffe in der Region gesendet, aber nicht nachgeprüft, ob eine Rettung auch erfolgte. Besondere Bedenken verursachte, dass ein Helikopter, Kriegsschiffe und Fischerboote – jeweils unbekannter Nationalität – das Boot gesehen haben sollen, ohne zu helfen. Als Konsequenz empfahl der Europarat u. a., dass die Mitgliedstaaten die eigentlich Libyen obliegenden SAR-Aktivitäten mit übernehmen sollen.

#### Unglücke vor Lampedusa Oktober 2013
Am 3. Oktober 2013 sank vor der Insel Lampedusa ein mit etwa 545 Flüchtlingen aus Somalia und Eritrea besetzter 20 Meter langer Kutter, der von der libyschen Hafenstadt Misrata kam. Nach einem Motorschaden setzte laut Zeugenaussagen der Kapitän eine Decke als Seenotsignal in Brand; das Feuer geriet außer Kontrolle. Durch die Panik der dicht gedrängt an Bord befindlichen Passagiere kenterte das Schiff. Die italienische Küstenwache und einheimische Fischer konnten 155 Menschen retten, etwa 400 ertranken. Der tunesische Kapitän wurde wegen mehrfachen vorsätzlichen Totschlags und Havarie festgenommen. Die italienische Staatsanwaltschaft leitete gegen die Überlebenden ein Ermittlungsverfahren wegen illegaler Einwanderung ein. Dies war damals Standardprocedere und in der italienischen Politik umstritten.
Am 11. Oktober 2013 ertranken bei einem zweiten Unglück 268 Flüchtlinge zwischen Malta und Lampedusa. 212 Menschen wurden von der italienischen und maltesischen Marine aus dem gekenterten Boot gerettet. Hilferufe der Flüchtlinge waren zuvor vom italienischen und maltesischen MRCC unsachgemäß behandelt worden, sodass Rettungskräfte, u. a. die nur 50 km entfernte italienische ITS Libra, erst nach dem Kentern des Flüchtlingsbootes eintrafen. Italienische Staatsanwälte erhoben den Vorwurf der fahrlässigen Tötung gegen zwei italienische Offiziere.

#### Unglück vom 6. Februar 2014
Am 6. Februar 2014 versuchten etwa 250 Migranten schwimmend oder auf Luftmatrazen von Marokko aus die spanische Enklave Ceuta zu erreichen. Die Guardia Civil schoss mit Tränengas und Gummigeschossen. 15 Personen starben.

#### Bootshavarie September 2014
Bei der Flüchtlingsboot-Havarie im September 2014 starben vermutlich mehr als 480 Menschen.

#### Vier verschiedene Flüchtlingsboote Februar 2015
Vier Flüchtlingsboote mit jeweils bis zu 100 Menschen an Bord gerieten vermutlich auf dem Weg von Libyen nach Italien Anfang Februar in Seenot. Nur wenige Menschen konnten gerettet werden. Die Opferzahl wird auf über 300 geschätzt. Die UN bezeichnete die Tragödie als ein Signal an die EU, dass die Such- und Rettungsdienste im Mittelmeer nach der Beendigung von Mare Nostrum nicht ausreichend wären.

#### Unglück vom 12. April 2015
Vor der libyschen Küste sank am 12. April 2015 ein Flüchtlingsboot mit ungefähr 550 Menschen an Bord; 144 Menschen wurden von der italienischen Küstenwache gerettet. Möglicherweise kenterte das Schiff, als sich die Passagiere gleichzeitig auf eine Seite begaben, als sie ein nahendes Schiff der Küstenwache sahen. Am 14. April 2015 sank vor Libyen ein Flüchtlingsboot, 400 Menschen werden seitdem vermisst. Für die vielen an der libyschen Küste angespülten namenlosen Toten wurde in der Hauptstadt Tripolis ein gesonderter Friedhof, der Bir al-Osta Milad, angelegt.

#### Kollision mit King Jacob April 2015
In der Nacht vom 18./19. April 2015 kenterte zwischen der libyschen Küste und Lampedusa ein Flüchtlingsboot mit über 700 Menschen an Bord; nur wenige von ihnen konnten gerettet werden.
Ein Geretteter berichtete, die Schleuser hätten viele Menschen im Laderaum eingeschlossen.

#### Leichenfunde in Libyen Juni 2016
Anfang Juni 2016 wurden nach Bootsunglücken an der libyschen Küste über 100 Leichen an Stränden gefunden.

#### Unglück vor Rosetta September 2016
Nach einem Unglück am 21. September 2016 wurden 111 Ägypter, 26 Sudanesen, 13 Eritreer, ein Syrer und ein Äthiopier von Fischern vor der ägyptischen Küste gerettet. Das Boot, auf dem sie sich alle aufgehalten hatten, sollte mit insgesamt 400 bis 600 Menschen an Bord nach Italien fahren, kenterte jedoch acht Seemeilen vor der Küste von Rosetta. Zuvor hatten Menschenschmuggler mit kleinen Booten mehrere Tage lang immer mehr Menschen zu dem wartenden Flüchtlingsboot gebracht, das nach Augenzeugenberichten schließlich beim Anbordnehmen der letzten 150 Menschen kenterte.

#### Unglück bei Al-Chums Juli 2019
Am 25. Juli ereignete sich vor der libyschen Küste ein Bootsunglück, bei dem bis zu 200 Menschen ums Leben kamen. Ein nach Angaben des Roten Halbmonds mit ca. 360 Migranten besetztes Boot, das in Al-Chums gestartet war, zerbrach in zwei Teile. Bis zum 27. Juli konnten die libysche Küstenwache sowie einige tunesische und italienische Fischer 160 Migranten retten und 67 Leichen bergen, 138 Personen werden noch vermisst. Das italienische Küstenwachtschiff Bruno Gregoretti übernahm die Überlebenden von den Fischern. Nachdem ein zunächst von Innenminister Salvini erlassenes Verbot aufgehoben worden war, brachte das Schiff sie in den militärischen Teil des Hafens der sizilianischen Stadt Augusta. Die Behörden ließen bisher nur wenige Personen aus medizinische Gründen an Land, darunter eine Schwangere und deren Familie. Die anderen dürften erst dann von Bord, wenn ihre Verteilung auf andere EU-Staaten geklärt sei.

#### 2022
Ende März 2022 ertranken im Mittelmeer 96 Flüchtlinge, die mit einem Boot von Libyen nach Europa unterwegs waren. Anfang Juli starben 22 Malier, darunter drei Kinder, auf ihrer Flucht von Libyen über das Mittelmeer. Anfang Oktober fanden in Griechenland zwei Unfälle statt. In Lesbos ertranken zumindest 15 junge Frauen, in Kithira zumindest 9 weitere Personen. Leichen wurden auch nach Monaten gefunden. Anfang November fand noch ein Unfall in Euböa mit zumindest 29 ertrunkenen statt.

#### 2023
Am 25. Februar wurde bei einem Seesturm in der Nähe der Küste von Kalabrien ein Schiff zertrümmert. Mindestens 71 Personen starben dabei, darunter die Ex-Spielerin des Hockey-Teams von Pakistan Shahida Raza. Der Fall wird von der italienischen Justiz auf Verantwortlichkeiten der Behörden untersucht.
Am 14. Juni 2023 sank ein Fischkutter, vermutlich mit dem Namen Andriana, mit mehr als 600 Menschen, davon rund 350 aus Pakistan, südwestlich von Griechenland, nachdem er mehrfach Hilfe abgelehnt hatte und weiter nach Italien hatte fahren wollen. Mindestens 500 Menschen kamen dabei nach Schätzungen griechischer Behörden ums Leben; 104 Personen (ausschließlich Männer, davon 12 aus Pakistan) konnten gerettet werden, da sich Frauen und Kinder unter Deck aufhielten. 78 Todesopfer wurden durch die Küstenwache geborgen. Die griechische Küstenwache nahm neun Überlebende als Schleuser fest.

### Gewalt und Konflikte unter den Migranten
Im April 2015 warfen laut Berichten von Bootsinsassen muslimische Flüchtlinge zwölf christliche Flüchtlinge über Bord, als die Wasservorräte knapp wurden. 15 der von anderen Insassen fotografierten und angezeigten mutmaßlichen Täter kamen in Untersuchungshaft. Nach Aussage von Frontex und der Internationalen Organisation für Migration war bis dahin kein derartiger Fall bekannt, allerdings sei Gewalt an Bord ein Problem, wenn dort Menschen verschiedener Nationalitäten, Religionen und ethnischer Herkunft zusammengepfercht sind, die teils verfeindet sind oder miteinander im Krieg stünden.

### Berichterstattung
Der Medienforscher Dieter Prokop schrieb 2017 in Bezug auf die Berichterstattung über Bootsflüchtlinge aus Libyen und die Todesfälle, dass es nicht die gesellschaftliche Aufgabe von Journalisten sei, aus einem Gefühl der Menschlichkeit heraus Gnade zu propagieren, die sich über jedes Recht hinwegsetze, denn das würde nicht nur den Hilfsbedürftigen nutzen, sondern auch den Machtcliquen der Ursprungsländer, die ihre arbeitslosen oder gar rebellierenden jungen Männer loswerden wollten, und den Menschenschmugglern und Schlepperbanden. Prokop stellte die Frage, ob es nicht absurd sei, dass „gütige“ Fernsehjournalisten solche Zusammenhänge verschwiegen. Entsprechende Aussagen in Fernsehberichten, wie „diese Menschen suchen ein besseres Leben“, sieht Prokop als „Moralkeule“ und Verweigerung der journalistischen Informationspflicht.

## Internationale Reaktionen

### Italien
Matteo Renzi, damals Italiens Ministerpräsident, sagte im April 2015: „Die Tatsache, dass es einen derartigen Anstieg dieser Todesreisen gibt, zeigt, dass wir es mit einer kriminellen Organisation zu tun haben, die viel Geld verdient und vor allem viele Menschenleben auf dem Gewissen hat.“
Renzi und der maltesische Ministerpräsident Joseph Muscat hielten im Juni 2015 laut Medienberichten einen gezielten Polizeieinsatz in Libyen (exterritorial) für denkbar und geboten.
Renzi forderte aus Anlass des Schiffsunglücks vom 19. April 2015 einen EU-Sondergipfel; dieser fand im Juni 2015 statt.
Die zuwanderungsfeindliche Lega Nord forderte im April 2015 eine sofortige Seeblockade, um zu verhindern, dass Boote in Libyen ablegten.
Am 2. August 2017 beschloss die Abgeordnetenkammer, die libysche Küstenwache auch innerhalb der Hoheitsgewässer technisch und logistisch zu unterstützen. Der Senat muss dem Gesetz noch zustimmen.
Die italienische Marine hat laut Premierminister Paolo Gentiloni eine offizielle Einladung aus Libyen erhalten, in libyschen Hoheitsgewässern gegen Schlepper vorzugehen.
Auch die Regierung unter Meloni behindert aktiv die Aufnahme von Flüchtlingen, die über das Mittelmeer fliehen. Meloni unterzeichnete für Italien ein Abkommen mit Albanien, das vorsieht, dass Flüchtlinge, die auf hoher See aufgegriffen werden und somit nicht italienischen Boden betreten haben, in Lagern in Albanien untergebracht werden und ihre Asylanträge dort von Italien bearbeitet werden sollen.

### Malta
Der kleine Inselstaat Malta hat gut 400.000 Einwohner. Malta liegt rund 100 Kilometer südlich der Südküste Siziliens und rund 170 km ostnordöstlich von Lampedusa. 2002 war das erste Jahr, in dem viele Boote mit Flüchtlingen oder Immigrationswilligen nach Malta kamen. Von 2002 bis 2017 kamen rund 19.000 Flüchtlinge nach Malta.

Malta hat festgelegt, dass Menschen, die ohne Papiere nach Malta kommen, keine Arbeitserlaubnis erhalten.

### Deutschland
Ulla Jelpke schrieb Ende 2013, die EU-Asylpolitik habe laut „Schätzungen von internationalen Flüchtlingshilfsorganisationen in den letzten zwei Jahrzehnten mehr als 20.000 Leben von Menschen gefordert, die versuchten, über die Meere aus ihren Heimatländern zu fliehen.“ Heribert Prantl von der Süddeutschen Zeitung schrieb im April 2015: „Diese Union tötet; sie tötet durch Unterlassen, durch unterlassene Hilfeleistung.“
Bundesentwicklungsminister Gerd Müller forderte ein Afrika-Gesamtkonzept der EU. Er betonte, Europa trage „eine große Verantwortung für den Kontinent, auch aus der Kolonialvergangenheit heraus“. Europas Wohlstand gründe sich unter anderem auf den Erhalt wertvoller Rohstoffe zu Niedrigstpreisen aus Afrika und die Ausbeutung dortiger Arbeitskräfte. Zu einem europäischen Entwicklungskonzept für Afrika könne auch die deutsche Wirtschaft beitragen.
Die Bundespolitiker Thomas Oppermann und Thomas de Maizière vertraten 2017 das Konzept, stärker mit den Transitländern zusammenzuarbeiten und Flüchtlinge aus Libyen in Zentren in anderen nordafrikanischen Ländern unterzubringen.
Im Zuge der Umflaggung des Rettungsschiffs Seefuchs auf die Deutsche Flagge im Herbst 2018, lobte das Auswärtige Amt die Nichtregierungsorganisationen ausdrücklich für ihren „wichtigen Beitrag zur Seenotrettung“ im Mittelmeer.

### Österreich
Österreich setzte sich (Stand April 2017) mit Blick auf die Mittelmeerroute für eine rigide Kontrolle der Zuwanderung ein. Österreichs damaliger Innenminister Wolfgang Sobotka (ÖVP) sagte, „eine Rettung auf offener See“ könne „kein Ticket nach Europa sein, weil man damit der organisierten Schlepperei jedes Argument in die Hand gibt, weiterhin Menschen von einer Flucht aus wirtschaftlichen Gründen zu überzeugen.“ Er deutete an, dass Österreich die Grenzsperren am Brenner innerhalb weniger Stunden „hochfahren“ könnte. Generell gebe es keine Alternative zu einer gesamteuropäischen Lösung, bei der die EU-Außengrenze wirksam geschützt werde. Wie eine „gesamteuropäische Lösung“ aussehen könnte, beschrieb Sobotka nicht.
Im Juli 2017 nach dem G20-Gipfel hat Sobotka in bestimmten Fällen harte Strafen für Rettungsorganisationen im Mittelmeer gefordert. Bezugnehmend auf den Konflikt zwischen Frontex und Nichtregierungsorganisationen warf er einzelnen Hilfsorganisationen vor, direkt mit Schlepperbanden vor der libyschen Küste zu kooperieren. Zwar dürfe niemand im Mittelmeer ertrinken. „Wir müssen aber […] unterbinden, dass sogenannte Helfer weiterhin mit ihren Booten in libysche Hoheitsgewässer eindringen und dort die Flüchtlinge von den Schleppern direkt übernehmen.“

### Gesellschaftliche Debatte
Dass Italien als einziges europäisches Land auf eigene Initiative seine Marine, die Küstenwache und weitere Behörden zu der Rettungsaktion Mare Nostrum mobilisierte, wurde von vielen Menschen in Europa mit Anerkennung und Unterstützung honoriert. Heribert Prantl (Süddeutsche Zeitung) übte in einem Kommentar im August 2014 Kritik an der Flüchtlingspolitik: „Es ist beschämend, dass die mit dem Friedensnobelpreis ausgezeichnete EU nicht einmal gewillt ist, die Kosten für das grandiose italienische Rettungsprogramm Mare Nostrum zu übernehmen. […] Europas Politiker waschen sich ihre Hände in Unschuld – in dem Wasser, in dem die Flüchtlinge ertrinken.“ Der Schweizer Politiker und Journalist Roger Köppel äußerte im April 2015, unter dem Titel des Asylrechts werde der Armutsmigration Vorschub geleistet und die Einreise von „Wirtschaftsflüchtlingen“ müsse gerade aus humanitären Gründen verhindert werden.
Der Entwicklungsökonom Paul Collier führte Anfang 2015 dazu ethische Aspekte an: Menschen würden das Mittelmeer überqueren, weil sie wissen, dass sie viel mehr Rechte bekommen, sobald sie es an den Strand von Lampedusa geschafft haben. Diese Regelung in der Europäischen Union sei so in Konsequenz verantwortlich für tausende ertrunkener Menschen. Sie würden buchstäblich aufgefordert, das Risiko der Überfahrt einzugehen. Man müsse die Asylverfahren in den Herkunftsländern durchführen, um nur die wirklich Bedürftigen nach Europa zu holen. Derzeit belohne man nur die Menschen, die genug Geld für die Überfahrt und eine hohe Risikobereitschaft haben. Auch werde so eine gewaltige kriminelle Industrie gefördert, die sich auf die Schlepperei von Flüchtlingen spezialisiert hat.
In den ersten fünf Monaten des Jahres 2016 transportierten Schiffe von Marinen und Hilfsorganisationen 48.000 Menschen über das Mittelmeer nach Italien. 200.000 Menschen flüchteten im gleichen Zeitraum insgesamt über das Mittelmeer in die EU. Der überwiegende Teil von ihnen wusste, nach Einschätzung des Kommandeurs der Mission Eunavfor Med Admiral Andrea Gueglio, nicht, dass sie keine Chance auf Anerkennung als Asylberechtigte oder Flüchtlinge haben und irgendwann wieder ausgewiesen werden.
Beppe Severgnini schrieb in der New York Times vom 9. Juni 2016, die EU müsse deshalb zuerst ihre Informationspolitik verbessern, um so die Flüchtenden im Vorfeld von lebensgefährlichen Reisen abzuhalten. Die Asylanträge könnten auch außerhalb des Festlandes bearbeitet werden, ähnlich wie Australien es praktiziert.

## Belege
1. 1 2 3 4 5  Grafik der Deutsche Presse Agentur, basierend auf „Quelle: Frontex“, veröffentlicht in: Badische Zeitung vom 8. Dezember 2023, Seite 2.
2. ↑  ORF at/Agenturen red: Irreguläre Grenzübertritte an EU-Außengrenzen gestiegen. 11. August 2023, abgerufen am 11. August 2023.
3. ↑  Anna Reimann: Fakten zur Flucht übers Mittelmeer: Wer sind die Flüchtlinge? Woher kommen sie? In: Spiegel.de. 20. April 2015, abgerufen am 9. September 2020.
4. 1 2  Raniah Salloum: Flüchtlinge in Libyen: Durch die Wüste, aufs Meer, in den Tod. In: Spiegel.de. 22. April 2015, abgerufen am 9. September 2020.
5. ↑  zum Bspl in:https://www.bpb.de/kurz-knapp/lexika/glossar-migration-integration/270612/migrant/ bpb, Lexika, Glossar Migration – Integration – Flucht & Asyl o. J. (mit div. Quellenangaben)
6. ↑  Reiner Klingholz, Stephan Sievert: Krise an Europas Südgrenze. Hrsg.: Berlin-Institut für Bevölkerung und Entwicklung. Oktober 2014 (online (Memento vom 2. Dezember 2014 im Internet Archive) [PDF; 4,9 MB; abgerufen am 15. September 2020]).
7. ↑  Steffen Lüdke, Guido Grigat: Forscher über Einwanderungspolitik. „Armutsmigration nach Europa ist ein Mythos“. In: Spiegel.de. 6. Juli 2019, abgerufen am 9. September 2020.
8. ↑  Tagesschau: Terrormiliz in Nigeria. Ist Boko Haram wirklich am Ende? (Memento vom 4. Januar 2017 im Internet Archive). 3. Januar 2017, abgerufen am 9. September 2020.
9. 1 2  Risk Analysis for 2017. (PDF; 14 MB). In: Frontex.Europa.EU. 14. Februar 2017, S. 32. Abgerufen am 9. September 2020.
10. 1 2 3 4 5  Janne Grote: Flucht nach Europa: Das Mittelmeer ist der gefährlichste Grenzübergang der Welt. In: bpb.de. Bundeszentrale für politische Bildung, 14. November 2014, abgerufen am 9. September 2020.
11. ↑  Reiner Klingholz, Stephan Sievert: Krise an Europas Südgrenze. Hrsg.: Berlin-Institut für Bevölkerung und Entwicklung. Oktober 2014 (online (Memento vom 2. Dezember 2014 im Internet Archive) [PDF; 4,9 MB; abgerufen am 15. September 2020]). Hier Seite 4.
12. ↑  De Maizière sieht Vertrauen in NGOs erschüttert. In: Welt.de. 18. Juli 2017, abgerufen am 9. September 2020.
13. ↑  Frontex: Migratory map. (Memento vom 20. März 2016) Abgerufen am 9. September 2020.
14. ↑  Frontex: Irregular migration into EU last year lowest since 2013 due to COVID-19. 8. Januar 2021.
15. ↑  Sonja Buckel: »Welcome to Europe« – Die Grenzen des europäischen Migrationsrechts: Juridische Auseinandersetzungen um das »Staatsprojekt Europa«. Transcript 2013, ISBN 978-3-8376-2486-1, S. 188.
16. ↑  Per Boot nach Spanien. Mehr Flüchtlinge auf Gibraltar-Route. In: Spiegel.de. 11. August 2017, abgerufen am 9. September 2020.
17. ↑  Apulia and Calabria route. Frontex, archiviert vom Original am 21. Mai 2014; abgerufen am 9. September 2020.
18. ↑  Situation Mediterranean Situation. Abgerufen am 19. Juni 2023.
19. 1 2 3 4  Mediterrenean Situation (2016/17). In UNHCR.org. Abgerufen am 9. September 2020.
20. 1 2  Sea Arrivals to Italy. In: UNHCR.it. Archiviert vom Original am 26. April 2015; abgerufen am 9. September 2020 (englisch). (Nach Herkunftsstaat aufgeschlüsselte Zahlen für 2014 sind bei Auswahl von „2014“ sichtbar.)
21. 1 2  Attività Sar nel Mediterraneo Centrale connesse al Fenomeno Migratorio. (PDF; 7 MB). In: Guardiacostiera.gov.it. 2016, abgerufen am 9. September 2020.
22. ↑  2017 Sar operations in the Mediterranean Sea. (PDF; 13,3 MB). In: Guardiacostiera.gov.it. 2017, abgerufen am 9. September 2020.
23. ↑  Ludger Pries: Refugees, Civil Society and the State: European Experiences and Global Challenges im Kapitel Organized Non-Responsibility in the EU and the indifference of other Countries. 2018, Edward Elgar Pub. Ltd., ISBN 978-1-78811-653-4.
24. ↑  Gazmen Xhudo: Diplomacy and Crisis Management in the Balkan. MacMillan 1996, ISBN 1-349-24949-1, S. 41.
25. ↑  8. August 1991 – Albanisches Flüchtlingsschiff „Vlora“ erreicht Bari. In: WDR.de. Abgerufen am 9. September 2020.
26. ↑  Gazmen Xhudo: Diplomacy and Crisis Management in the Balkan. MacMillan, 1996, ISBN 1-349-24949-1, S. 41.
27. ↑  Charles Trueheart, Vera Haller: Albanian Refugees flood into Italy. In: Washington Post. 18. März 1997, abgerufen am 9. September 2020.
28. ↑  John R. Deni: Alliance Change and Maintenance. Ashgate 2007, ISBN 978-0-7546-7039-1, S. 62 ff.
29. ↑  Annette Bonse: Pakt mit Gaddafi. Tectum Verlag, 2011, ISBN 978-3-8288-2792-9, S. 50 f.
30. ↑  Paolo Cuttita: Humanitarism and Migration in the Mediterrenean Borderscape: The Italian-North African Border between Sea Patrols and Integration Measures. In: Chiara Brambilla, Jussi Laine, Gianluca Bocchi, James W. Scott (Hrsg.): Borderscaping: Imaginations and Practices of Border Making. Ashgate 2016, ISBN 978-1-4724-5146-0, S. 161.
31. ↑  Annette Bonse: Pakt mit Gaddafi. Tectum Verlag 2011, S. 52 f.
32. ↑  Thomas Gammeltoft-Hansen: Access to Asylum: International Refugee Law and the Globalisation of Migration Control. Cambridge University Press 2011, ISBN 978-1-107-00347-7, S. 120 f.
33. ↑  Ivan Camilleri: Brussels defends Italy-Libya agreement. In: Malta Times. 27. Juli 2010, abgerufen am 9. September 2020.
34. ↑  Matthew Vella: EU’s 14-day police operation confirms Mare Nostrum’s necessity. In: Malta Today. 20. März 2015.
35. ↑  Frontex: Concept of reinforced joint operation tackling the migratory flows towards Italy: JO EPN-Triton to better control irregular migration and contribute to SAR in the Mediterranean Sea. (Memento vom 31. Dezember 2014 im Internet Archive). (PDF; 473 kB). S. 5/13. In: Proasyl.de. 28. August 2014, abgerufen am 9. September 2020.
36. ↑  Mittelmeer: Bereits mehr als 100.000 Bootsflüchtlinge in diesem Jahr. In: Zeit.de. 9. Juni 2015, abgerufen am 9. September 2020.
37. 1 2  Andrea Spalinger: Ein fast unbemerkter Rekord. In: Neue Zürcher Zeitung. 5. Januar 2017, abgerufen am 9. September 2020.
38. 1 2  SPAIN Arrivals dashboard. (PDF; 539 kB). In: UNHCR.org. Mai 2017, abgerufen am 9. September 2020.
39. 1 2  REFUGEES & MIGRANTS SEA ARRIVALS IN EUROPE. (PDF; 556 kB). In: UNHCR.org. Dezember 2016, abgerufen am 9. September 2020.
40. ↑  Treffen in Wien. Balkan-Konferenz: Grenzen der Solidarität. (Memento vom 4. März 2016 im Internet Archive). In: heute.de. 24. Februar 2016, abgerufen am 9. September 2020.
41. ↑  „Wir steuern in eine Anarchie hinein“. In: Sächsische Zeitung. (Online), 26. Februar 2016, abgerufen am 9. September 2020.
42. ↑  Treffen der EU-Staats- und Regierungschefs mit der Türkei, 7. März 2016. In: consilium.europa.eu. Presseinformation, 7. März 2016, abgerufen am 9. September 2020.
43. ↑  Blockade der Balkanroute war wirksamer als der Türkei-Deal. In: Welt.de. 12. Juni 2016, abgerufen am 9. September 2020.
44. 1 2  Marlene Grunert: Italien in Not. In: FAZ.net. 6. Juli 2017, abgerufen am 25. Dezember 2020.
45. ↑  Amnesty International: G20 verhalten sich „grob fahrlässig“. In: FAZ.net. 6. Juli 2017, abgerufen am 25. Dezember 2020.
46. ↑  Jörg Bremer: Fluchtroute Mittelmeer. Konkurrenz auf hoher See. In: FAZ.net. 27. Juli 2017, abgerufen am 25. Dezember 2020.
47. ↑  Mittelmeer. EU rechnet mit Ausweitung des Libyen-Einsatzes. In: FAZ.net. 27. Juli 2017, abgerufen am 25. Dezember 2020.
48. ↑  Flüchtlingskrise. Hilfsorganisationen setzen Rettungseinsätze im Mittelmeer aus. In: FAZ.net. 13. August 2017, abgerufen am 25. Dezember 2020.
49. ↑  Peter Maxwill: Behörden gegen Flüchtlingshelfer. Sperrzone im Mittelmeer. In: Spiegel.de. 14. August 2017, abgerufen am 9. September 2020.
50. 1 2 3  Mittelmeer. Deutschland warnt Libyen vor Verstoß gegen das Völkerrecht. In: Zeit.de. 18. August 2017, abgerufen am 9. September 2020.
51. ↑  Italy: Refugees and migrants in the central Mediterranean, cutting the lifelines. In: amnesty.nl. 22. Mai 2017, abgerufen am 9. September 2020.
52. ↑  Marion Trimborn: Libyen verstößt mit Behinderung von Seenotrettern gegen Völkerrecht. In: Neue Osnabrücker Zeitung. 4. September 2017, abgerufen am 9. September 2020.
53. 1 2  Italy weekly snapshot – 31 Dec 2017. (PDF; 410 kB). In: UNHCR.org Abgerufen am 9. September 2020.
54. ↑  Mediterranean Migrant Arrivals Reach 113,145 in 2018; Deaths Reach 2,242. 21. Dezember 2018, abgerufen am 9. September 2020 (englisch).
55. ↑  Markus Grabitz: Noch nie war das Risiko zu ertrinken für Flüchtlinge so hoch. In: Tagesspiegel.de. 8. Juli 2018, abgerufen am 9. September 2020.
56. ↑  NGO rettet wieder Flüchtlinge – und diesmal unter deutscher Flagge. In: Focus.de. 1. Dezember 2018, abgerufen am 9. September 2020.
57. ↑  Mediterranean Migrant Arrivals Reach 34,226 in 2019; Deaths Reach 683. 19. Juli 2019, abgerufen am 9. September 2020 (englisch).
58. ↑  Alessandra Ziniti: Migranti, 121 entrano in porto a Lampedusa con barchini e „nave madre“. Conte chiama l’Olanda per la Sea Watch. In: repubblica.it. 23. Juni 2019, abgerufen am 9. September 2020.
59. 1 2  More than 500 refugees arrive on Lesbos in one day in record high since migrant crisis. In: Telegraph.co.uk. 30. August 2019, abgerufen am 9. September 2020.
60. ↑  Anthee Carassava: More than 500 refugees land on Lesbos in Greece in one night. In: TheTimes.co.uk. 30. August 2019, abgerufen am 9. September 2020.
61. ↑  Moria auf Lesbos. Flüchtlingslagerchef gibt auf. (Memento vom 11. September 2019 im Internet Archive). In: Tagesschau.de. 12. September 2020, abgerufen am 12. Januar 2021.
62. ↑  Lager Moria abgebrannt. Suche nach Quartier für Flüchtlinge. In: ORF.at. 9. September 2020, abgerufen am 12. Januar 2021.
63. ↑  Lorenzo Tondo: ‘Migrants never disappeared’: the lone rescue ship braving a pandemic. In: TheGuardian.com. 4. April 2020, abgerufen am 9. September 2020.
64. ↑  „Boote können nicht auslaufen“ – Seenotretter rügen verschärfte Auflagen. In: welt.de. 9. Juni 2020, abgerufen am 9. September 2020.
65. 1 2  Rechtsbruch an der EU-Außengrenze. Griechenland setzt offenbar Flüchtlinge auf dem Meer aus. 16. Juni 2020, archiviert vom Original (nicht mehr online verfügbar) am 3. Oktober 2020; abgerufen am 9. September 2020.  Info: Der Archivlink wurde automatisch eingesetzt und noch nicht geprüft. Bitte prüfe Original- und Archivlink gemäß Anleitung und entferne dann diesen Hinweis.
66. ↑  Steffen Lüdke, Giorgos Christides: Augenzeugen und Videos belasten Küstenwache. Griechenland setzt offenbar Flüchtlinge auf dem Meer aus. In: Spiegel.de. 16. Juni 2020, abgerufen am 9. September 2020.
67. ↑  Hayley Dixon: Majority of migrants crossing sea to get to EU not in need of protection, says UN envoy. In: msn.com. 18. August 2020, abgerufen am 12. Januar 2021.
68. ↑  Tausende Migranten werden in Ceuta in Stadion gebracht. In: faz.net. 18. Mai 2021, abgerufen am 12. November 2021.
69. 1 2  22 Menschen aus Mali sterben im Mittelmeer. In: Zeit Online. 6. Juli 2022, abgerufen am 6. Juli 2022.
70. ↑  Heiner Hoffmann, Carmen Abd Ali: EU-Migrationspolitik: Warum das Schleuser-Business in der Sahara wieder boomt. In: Der Spiegel. 4. März 2024, ISSN 2195-1349 (spiegel.de [abgerufen am 5. März 2024]).
71. ↑  Nick Roll und Rachel Chason:"When the migrants vanished from this desert outpost, so did the jobs" washingtonpost.com vom 14. Juli 2023
72. ↑  Sonja Buckel: »Welcome to Europe« – Die Grenzen des europäischen Migrationsrechts: Juridische Auseinandersetzungen um das »Staatsprojekt Europa«. Transcript, 2013, ISBN 978-3-8376-2486-1, S. 188.
73. ↑  Silja Klepp: Europa zwischen Grenzkontrolle und Flüchtlingsschutz. Transcriptverlag, 2015, ISBN 978-3-8394-1722-5, S. 388.
74. ↑  UN Arms embargo on Libya. In: sipri.org. Abgerufen am 9. September 2020.
75. 1 2 3  Ralph Bollmann: Europäer wollen Migranten aus Libyen ausfliegen. In: FAZ.net. 30. November 2017, abgerufen am 9. September 2020.
76. 1 2  Martin Gehlen: Flucht aus der libyschen Hölle. In: Sächsische Zeitung. 20. April 2018, abgerufen am 9. September 2020.
77. 1 2  „Ocean Viking“-Migranten durften in Sizilien an Land. In: WienerZeitung.at. 23. September 2019, abgerufen am 3. Oktober 2019.
78. ↑  Andrea Spalinger: Mini-Abkommen über die Verteilung von Migranten in der EU. In: nzz.ch. 23. September, abgerufen am 9. September 2020.
79. 1 2  Shafagh Laghai, Lara Straatmann: Frontex und die libysche Küstenwache: Tödliche Kollaboration. In: Tagesschau.de. 29. April 2021, abgerufen am 12. November 2021.
80. ↑  Zentrale Mittelmeerroute. In: consilium.europa.eu. Europäischer Rat, 9. April 2021, abgerufen am 12. November 2021.
81. ↑  Libya: New evidence shows refugees and migrants trapped in horrific cycle of abuses. 24. September 2020, abgerufen am 25. Dezember 2020 (englisch).
82. ↑  Gemeinsam illegale Migration bekämpfen. In: Bundesregierung.de. 29. November 2017, abgerufen am 9. September 2020.
83. ↑  „Historischer Tag“ – Erstmals Flüchtlinge nach Italien geflogen. In: Welt.de. 23. Dezember 2017, abgerufen am 9. September 2020.
84. ↑  Ricarda Breyton: „Schutzbedürftige ausfliegen, um ein humanitäres Signal zu setzen“. In: Welt.de. 9. Juli 2019, abgerufen am 9. September 2020.
85. ↑  Rosalie Möllers: Polizei in Europa. Verlag für Polizeiwissenschaft, 2017, ISBN 978-3-86676-498-9, S. 124 ff.
86. ↑  Mechthild Baumann: Frontex – Fragen und Antworten. Bundeszentrale für politische Bildung, 15. Juni 2016, abgerufen am 9. September 2020.
87. ↑  Robin Hofmann: Flucht, Migration und die neue europäische Sicherheitsarchitektur. Herausforderungen für die EU-Kriminalpolitik. Springer-Verlag, 2016, ISBN 978-3-658-16264-1, S. 229.
88. ↑  Verstärkte „Frontex“-Behörde soll Grenzen sichern. In: dw.com. Deutsche Welle, 6. Oktober 2016, abgerufen am 9. September 2020.
89. ↑  Sara Creta, Bashar Deeb, Klaas van Dijken, Emmanuel Freudenthal, Steffen Lüdke, Maximilian Popp: Libyen: Wie Frontex hilft, Migranten in Folterlager zurückzuschleppen. In: Spiegel.de. 29. April 2021, abgerufen am 12. November 2021.
90. ↑  EU startet Mittelmeer-Mission gegen Schlepper. Erst mal gucken. Tagesschau.de, 22. Juni 2015, abgerufen am 12. Januar 2021.
91. ↑  Rat leitet EU-Marineoperation zur Zerschlagung der Schleuser- und Menschenhändlernetze im Mittelmeer ein. Presseerklärung des Rates der EU, 22. Juni 2015, abgerufen am 9. September 2020.
92. 1 2  Wissenschaftlicher Dienst des Deutschen Bundestags: Operation EUNAVFOR MED Sophia. Hintergrundinformationen. (PDF; 144 kB). S. 6 f., abgerufen am 9. September 2020.
93. ↑  Heidrun Friese: Grenzen der Gastfreundschaft. Die Bootsflüchtlinge von Lampedusa und die europäische Frage. Transcript, 2014, ISBN 978-3-8376-2447-2, S. 126.
94. ↑  Wolfram Schuette: Buchrezension zu Andrea Di Nicola, Giampaolo Musumeci: „Bekenntnisse eines Menschenhändlers. Das Milliardengeschäft mit den Flüchtlingen“. In: culturmag.de. 28. März 2015, abgerufen am 9. September 2020.
95. ↑  Ralph Gerstenberg: Buch über Menschenhandel. Illegales Spiel mit Träumen und Sehnsüchten. In: Deutschlandfunk.de. 9. März 2015, abgerufen am 9. September 2020.
96. ↑  Andrea Di Nicola, Giampaolo Musumeci: „Bekenntnisse eines Menschenhändlers. Das Milliardengeschäft mit den Flüchtlingen“. Abschnitt „Rezensionsnotiz zu Frankfurter Rundschau, 23. März 2015“. In: perlentaucher.de. Abgerufen am 9. September 2020.
97. ↑  Tödliches Milliardengeschäft: Schleuser verraten die Tricks der skrupellosen Bosse. In: focus.de. 20. April 2015, abgerufen am 9. September 2020.
98. ↑  Samuel Osborne: Libya’s coastal cities are ‘making millions from people smuggling’. In: The Independent. 1. Dezember 2016, abgerufen am 9. September 2020.
99. ↑  Risk Analysis for 2017. (PDF; 14 MB). In: Frontex.Europa.EU. 14. Februar 2017, S. 8. Abgerufen am 9. September 2020.
100. ↑  Italien blockiert Verlängerung von EU-Mission gegen Schleuser. In: Deutsche Welle. 14. Juli 2017, abgerufen am 9. September 2020.
101. ↑  Stefan Buchen: Fragwürdige Razzia gegen „Geisterschiff“-Schleuser. In: Panorama. 21. Januar 2016, abgerufen am 9. September 2020.
102. ↑  Libya’s people smugglers: inside the trade that sells refugees hopes of a better life. In: TheGuardian.com. 24. April 2015, abgerufen am 9. September 2020.
103. ↑  Arthur Neslen: EU to launch Mediterranean naval mission to tackle migrant crisis. In: TheGuardian.com. 18. Mai 2015, abgerufen am 9. September 2020.
104. 1 2  Regina Kerner: Flüchtlingsdrama Mittelmeer. Ruf nach Konsequenzen. (Memento vom 6. August 2015 im Internet Archive). In: fr-online.de. 19. April 2015, abgerufen am 9. September 2020.
105. 1 2  Charles Heller, Lorenzo Pezzani: Blaming the Rescuers. (Memento vom 1. August 2017 im Internet Archive) Goldsmiths (University of London), 2017, abgerufen am 9. September 2020. 

„The NGO flotilla thus responded to trends in smuggling practices that had been spurred by the anti-smuggling operation, as well as endogenous dynamics in Libya, and the increasing presence of NGO SAR vessels did in fact make the crossing less dangerous. […] While the practices of SAR NGOs may thus have inadvertently contributed to consolidating the shifts in smugglers’ practices, there has so far been no evidence of the criminal collaboration with smugglers alluded to by several actors, and as such, we cannot engage with these claims in details.“
106. ↑  Jurgen Balzan: Made in China: ‘Refugee boats’ available on Alibaba.com. In: maltatoday.com.mt. 24. April 2017, abgerufen am 9. September 2020.
107. 1 2  Flüchtlingskrise. Österreich wirft Helfern Kooperation mit Schleusern vor. In: Zeit.de. 18. Juli 2017, abgerufen am 12. Januar 2021.
108. ↑  Flüchtlinge. EU schränkt Export von Schlauchbooten nach Libyen ein. In: Zeit.de. 17. Juli 2017, abgerufen am 9. September 2020.
109. ↑  Gerettete Migranten. Italien bleibt hart – und bewegt EU-Länder zur Aufnahme von Migranten. In: Welt.de. 14. Juli 2018, abgerufen am 9. September 2020.
110. ↑  IMO und UNHCR: Rescue at Sea. (Memento vom 23. Juni 2017 im Internet Archive) (PDF; 2,2 MB). In: IMO.org. Abgerufen am 9. September 2020.
111. ↑  Fiona de Londras, Siobhán Mullally: The Irish Yearbook of International Law. Band 1, Blumsburry, 2015, ISBN 978-1-5099-1814-0, S. 77 und 78.
112. ↑  Fiona de Londras, Siobhán Mullally: The Irish Yearbook of International Law. Band 10, Blumsburry, 2015, ISBN 978-1-5099-1814-0, S. 49 und 50.
113. ↑  VOLUNTEER MARITIME RESCUERS: AWARENESS OF CRIMINALISATION. (Memento des Originals vom 29. Juli 2017 im Internet Archive)  Info: Der Archivlink wurde automatisch eingesetzt und noch nicht geprüft. Bitte prüfe Original- und Archivlink gemäß Anleitung und entferne dann diesen Hinweis. (PDF; 4 MB). In: humanrightsatsea.org. 2016, abgerufen am 9. September 2020.
114. ↑  Italiens Oberstes Gericht bestätigt Freilassung von Carola Rackete. Redaktionsnetzwerk Deutschland, 17. Januar 2020, abgerufen am 9. September 2020.
115. 1 2  Jan-Philipp Scholz: Martin Kobler: „Rettungsoperationen ziehen Schleuser an“. In: Deutsche Welle. 28. November 2016, abgerufen am 9. September 2020.
116. ↑  EU/Italien: Stärkung des Flüchtlingsschutzes auf hoher See. In: Bundeszentrale für politische Bildung. 1. März 2012, abgerufen am 9. September 2020.
117. ↑  Immigration: Italy launches Mare Nostrum, 400 more saved. In: ANSAmed. 15. Oktober 2013, abgerufen am 9. September 2020.
118. ↑  Michelle Arrouas: At Least 14 Dead as Boat Bearing Migrants Sinks South of Italy. In: Time.com. 13. Mai 2014, abgerufen am 9. September 2020.
119. ↑  Tilmann Kleinjung: Italien – das ungeliebte Retterland. (Memento vom 27. August 2014 im Internet Archive). In: tagesschau.de 25. August 2014, abgerufen am 9. September 2020.
120. ↑  Paul Munzinger, Markus C. Schulte von Drach: Nach der Flüchtlingskatastrophe. Vier Vorschläge, wie das Massensterben zu verhindern ist. In: Sueddeutsche.de. 20. April 2015, abgerufen am 9. September 2020.
121. ↑  IOM Applauds Italy’s Life-Saving Mare Nostrum Operation: “Not a Migrant Pull Factor”. In: IOM.int. 31. Oktober 2014, abgerufen am 9. September 2020.
122. ↑  Karl Hoffmann: Ein Jahr Mare Nostrum. Italiens Flüchtlingspolitik vor einem Kurswechsel. In: Deutschlandfunk.de. 1. Dezember 2014, abgerufen am 9. September 2020.
123. ↑  Oliver Meiler: Die Hoffnung der Flüchtlinge hängt an Privaten oder NGOs. Basler Zeitung online, 19. April 2015, abgerufen am 9. September 2020.
124. ↑  EU verdreifacht die Mittel für Triton-Mission. In: Euronews.com. 23. April 2015, abgerufen am 9. September 2020.
125. 1 2  FRONTEX expands its joint operation Triton. (Memento vom 29. Juni 2015 im Internet Archive). In: Frontex. 26. Mai 2015, abgerufen am 9. September 2020.
126. ↑  Deutsche Marine verlegt zwei Schiffe zur Seenotrettung in das Seegebiet zwischen Libyen und Italien. In: Bundeswehr.de. 5. Mai 2015, ehemals im Original (nicht mehr online verfügbar); abgerufen am 3. Juni 2015. (Seite nicht mehr abrufbar. Suche in Webarchiven)
127. 1 2 3  Wilhelmshaven: Fregatten kommen nach Hause. In: NDR.de. 19. Juni 2015, archiviert vom Original am 23. Juni 2015; abgerufen am 9. September 2020.
128. ↑  SCHLESWIG-HOLSTEIN und WERRA: Übungen auf dem Weg. In: Seefahrer.Blog.de. 17. Juni 2015, archiviert vom Original am 23. Juni 2015; abgerufen am 9. September 2020.
129. ↑  Karin Bensch: Umverteilung von Flüchtlingen. Europas Uneinigkeit vor Gericht. In: Tagesschau.de. 10. Mai 2017, abgerufen am 12. Januar 2021.
130. ↑  European Union External Action: European Union Naval Force – Mediterranean Operation Sophia. (PDF; 540 kB). 9. Februar 3017, abgerufen am 9. September 2020.
131. 1 2 3  Gemma Andreone: The Future of the Law of the Sea. Springer, 2017, ISBN 978-3-319-51274-7, S. 186.
132. ↑  Robert Birnbaum: Bundeswehr im Mittelmeer. Was der Rückzug aus der Flüchtlingsmission Sophia bedeutet. In: Tagesspiegel.de. 24. Januar 2019, abgerufen am 9. September 2020.
133. ↑  Operation „Sophia“ wird fortgesetzt. In: BmVg.de. 27. März 2019, abgerufen am 9. September 2020.
134. ↑  Flüchtlingsrettung im Mittelmeer. „Die Rettung von Menschenleben bleibt ein Muss“. In: Tagesspiegel.de. 31. März 2019, abgerufen am 9. September 2020.
135. ↑  Christoph von Marschall: Hilfsmissionen „Sea-Watch 3“ und „Alan Kurdi“. Die Erzählung der Rettungsorganisationen geht nicht auf. In: Tagesspiegel.de. 9. Juli 2019, abgerufen am 9. September 2020.
136. ↑  EU: Seit 2015 an Rettung von 730.000 Flüchtlingen beteiligt. (Memento vom 21. April 2019 im Internet Archive). In: BayernRadio. 31. März 2019, abgerufen am 9. September 2020.
137. ↑  Mediterranean migrant crisis: HMS Bulwark rescues hundreds. In: BBC News. 13. Mai 2015, abgerufen am 9. September 2020 (englisch).
138. ↑  HMS Bulwark “rescuing 500 migrants off Libya”. In: BBC News. 7. Juni 2015, abgerufen am 9. September 2020 (englisch).
139. ↑  Operation Sophia: Fregatte „Sachsen“ nach über 20.000 Seemeilen zurück. In: marine.de. PIZ Deutsche Marine, 11. Mai 2018, archiviert vom Original (nicht mehr online verfügbar) am 22. Juni 2018; abgerufen am 22. Juni 2018.  Info: Der Archivlink wurde automatisch eingesetzt und noch nicht geprüft. Bitte prüfe Original- und Archivlink gemäß Anleitung und entferne dann diesen Hinweis.
140. 1 2  Die Rettungen der „Hessen“ und der „Berlin“ im Mittelmeer. Bundeswehr, 8. Juni 2015, archiviert vom Original am 27. Juli 2015; abgerufen am 9. September 2020.
141. 1 2  Jan-Christoph Kitzler: Deutsche Marine im Seenotrettungseinsatz. Warten auf den nächsten Notruf. In: Tagesschau.de. 13. Mai 2015, archiviert vom Original am 14. Mai 2015; abgerufen am 9. September 2020.
142. ↑  Tender „Rhein“ kehrt von „Operation Sophia“ zurück. In: marine.de. PIZ Marine, 28. August 2017, archiviert vom Original (nicht mehr online verfügbar) am 20. Juni 2018; abgerufen am 20. Juni 2018.  Info: Der Archivlink wurde automatisch eingesetzt und noch nicht geprüft. Bitte prüfe Original- und Archivlink gemäß Anleitung und entferne dann diesen Hinweis.
143. ↑  Kieler Tender zurück von Rettungsmission. In: marine.de. 26. Oktober 2015, archiviert vom Original am 20151026; abgerufen am 9. September 2020.
144. ↑  Operation „Sophia“: Junge erblickt auf dem Tender „Werra“ das Licht der Welt. In: einsatz.bundeswehr.de. 7. Juli 2016, archiviert vom Original am 7. Juli 2016; abgerufen am 9. September 2020.
145. ↑  Fregatte „Mecklenburg-Vorpommern“ aus dem Mittelmeer zurück. In: marine.de. Deutsche Marine, 26. Januar 2018, archiviert vom Original (nicht mehr online verfügbar) am 7. April 2018; abgerufen am 7. April 2018.  Info: Der Archivlink wurde automatisch eingesetzt und noch nicht geprüft. Bitte prüfe Original- und Archivlink gemäß Anleitung und entferne dann diesen Hinweis.
146. ↑  Operation Sophia: Einsatzgruppenversorger rettet 737 Menschen aus Seenot. In: Bundeswehr.de. 12. April 2016, archiviert vom Original (nicht mehr online verfügbar) am 19. April 2016; abgerufen am 19. April 2016.
147. ↑  Kommandant der „Karlsruhe“: „Wir können leider nicht überall gleichzeitig sein.“ In: einsatz.bundeswehr.de. 17. Juni 2016, archiviert vom Original am 19. Juni 2016; abgerufen am 9. September 2020.
148. ↑  Vom Mittelmeer zurück in die Heimat. Die Korvette „Ludwigshafen am Rhein“ kehrt von der Operation Sophia zurück. In: marine.de. 7. April 2016, archiviert vom Original am 14. April 2016; abgerufen am 9. September 2020.
149. ↑  Operation Sophia: „Berlin“ kommt, „Werra“ geht. Bundeswehr, 15. Oktober 2015, archiviert vom Original am 17. Oktober 2015; abgerufen am 9. September 2020.
150. ↑  Axel Lier: Truppenversorger „Berlin“ rettet Flüchtlinge: B.Z.-Reporter war an Bord. In: BZ-Berlin.de. 20. Januar 2016, abgerufen am 9. September 2020.
151. ↑  Flüchtlingsdrama im Mittelmeer. Bundeswehr rettete 2015 10.000 Menschen das Leben. In: focus.de. 24. Dezember 2015, abgerufen am 9. September 2020.
152. ↑  EUNAVFOR MED: Einsatzgruppenversorger „Berlin“ rettet 245 Menschen. Bundeswehr, 22. Januar 2016, archiviert vom Original am 24. Januar 2016; abgerufen am 9. September 2020.
153. ↑  Ralph Gladitz: Flucht nach Europa. Rettungseinsatz auf dem Mittelmeer. In: Tagesschau.de. 25. Januar 2016, archiviert vom Original am 26. Januar 2016; abgerufen am 9. September 2020.
154. ↑  Andrew Engel: Libya as a Failed State: Causes, Consequences, Options. In: WashingtonInstitute.org. November 2014, abgerufen am 9. September 2020 (englisch).
155. ↑  Gemma Andreone: The Future of the Law of the Sea. Springer, 2017, ISBN 978-3-319-51274-7, S. 184.
156. ↑  Gegen Schleusernetzwerke – Der Einsatz im Mittelmeer. (Memento vom 17. Juni 2017 im Internet Archive). In: Einsatz.Bundeswehr.de. 30. Juni 2017, abgerufen am 9. September 2020.
157. ↑  Thomas de Maizière, Marco Minniti: Die Migrationskrise wird in Afrika bewältigt. In: Die Welt. 12. Juli 2017, abgerufen am 9. September 2020.
158. ↑  Flüchtlinge im Mittelmeer. Seenotretter verweigern Unterschrift unter Verhaltenskodex. In: rp-online.de. 31. Juli 2017, abgerufen am 25. Dezember 2020.
159. ↑  Paolo Cuttitta: Repoliticization Through Search and Rescue? Humanitarian NGOs and Migration Management in the Central Mediterranean. (PDF; 270 kB). Routledge, 2017, S. 6 f. Abgerufen am 9. September 2020.
160. ↑  A Guide to State Practice in International Humanitarian Law. In: T. McCormack, M. N. Schmitt, Louise Arimatsu (Hrsg.): Yearbook of International Humanitarian Law 2010. Cambridge University Press, 2011, ISBN 978-90-6704-810-1, S. 545.
161. ↑  Barbara Hans: Urteil im Cap-Anamur-Prozess. Freispruch für den Einzelkämpfer. In: Der Spiegel. 7. Oktober 2009, abgerufen am 9. September 2020.
162. ↑  Paolo Cuttitta: Repoliticization Through Search and Rescue? Humanitarian NGOs and Migration Management in the Central Mediterranean. (PDF; 270 kB). Routledge, 2017, abgerufen am 9. September 2020.
163. ↑  Daniela Irrera: Migrants, the EU and NGOs: The ‘Practice’ of Non-Governmental SAR Operations. In: Romanian Journal of European Affairs. Vol. 16, No. 3, 2016, S. 27 ff.
164. ↑  MSF reinforces its search and rescue operations in the Mediterranean. Ärzte ohne Grenzen, 9. Mai 2015, abgerufen am 9. September 2020 (englisch).
165. ↑  MSF stellt Seenotrettung wegen Bedenken gegenüber Libyen ein. In: Neue Zürcher Zeitung. 12. August 2017, abgerufen am 9. September 2020.
166. ↑  Pascal Quast: Seenotretter der DGzRS beenden erfolgreichen Ägäis-Hilfseinsatz. In: Schiffsjournal.de. 4. Juni 2016, abgerufen am 24. August 2018, abgerufen am 9. September 2020.
167. ↑  Italy steps up investigation into charity-funded migrant rescue boats. In: TheLocal.it. 21. März 2017, abgerufen am 9. September 2020.
168. ↑  „Hinterlassen tödliche Lücke“. Hilfsorganisation Sea-Eye unterbricht Rettungsmissionen im Mittelmeer. In: Focus.de. 13. August 2017, abgerufen am 9. September 2020.
169. ↑  Schiff und Team. (Memento vom 10. September 2017 im Internet Archive). In: Mission-Lifeline.de. Homepage des Vereins, abgerufen am 9. September 2020.
170. ↑  Steve Scherer: Rescue ships pick up 1,000 boat migrants: Italy coastguard. In: Reuters.com. 15. Juni 2017, abgerufen am 9. September 2020.
171. ↑  Deutscher Bundestag, 18. Wahlperiode: Antwort der Bundesregierung auf die Kleine Anfrage […]. Seenotrettung auf dem Mittelmeer und deutsche Rettungskapazitäten. (PDF; 360 kB). In: Bundestag.de. S. 5. Abgerufen am 9. September 2020.
172. ↑  IMRF Members Working Together to Help Save Lives on the Aegean Sea. (Memento vom 28. August 2018 im Internet Archive). In: International-Maritime-Rescue.org. 3. März 2017, abgerufen am 9. September 2020.
173. ↑  Kate Bond, Gordon Welters: Heeding cries for help lands Hellenic Rescue Team 2016 Nansen Award. In: UNHCR.org. 6. September 2016, abgerufen am 9. September 2020.
174. ↑  Unsere Schiffe. (Memento vom 7. Juli 2018 im Internet Archive). In: Sea-Eye.org. Abgerufen am 9. September 2020.
175. 1 2  Italien fordert 300.000 Euro Bußgeld für „Eleonore“-Kapitän Reisch. In: Welt.de. 6. September 2019, abgerufen am 9. September 2020.
176. ↑  Seehofer sieht keine Notwendigkeit für Aufnahme von Migranten. In: Welt.de. 27. Juni 2018, abgerufen am 9. September 2020.
177. ↑  Steffen: RISE ABOVE ÜBERFÜHRUNGS- LOGBUCH. 24. August 2021, abgerufen am 15. Dezember 2024 (deutsch).
178. ↑  Ärzte ohne Grenzen beendet Kooperation mit SOS Méditerranée. In: aerzteblatt.de. Deutscher Ärzteverlag GmbH, Redaktion Deutsches Ärzteblatt, 17. April 2020, abgerufen am 9. September 2020.
179. ↑  Angebot an EU-Kommission. Seehofer will Gerettete von „Alan Kurdi“ und „Alex“ aufnehmen. In: Spiegel.de. 6. Juli 2019, abgerufen am 9. September 2020.
180. ↑  „Sea-Eye“ spendet Schiff an spanische Seenotretter. (Seite nicht mehr abrufbar, festgestellt im Februar 2025. Suche in Webarchiven)  Info: Der Link wurde automatisch als defekt markiert. Bitte prüfe den Link gemäß Anleitung und entferne dann diesen Hinweis. In: pnp.de. 25. März 2019, abgerufen am 9. September 2020.
181. ↑  Sea-Eye: Goodbye, SEA-EYE 4: Danke für viele Jahre unerschütterlicher Solidarität. In: Sea-Eye. 29. Mai 2025, abgerufen am 24. Juni 2025 (deutsch).
182. 1 2  David Rech, AFP: "Geo Barents": Ärzte ohne Grenzen stellt Betrieb von Rettungsschiff im Mittelmeer ein. In: Die Zeit. 13. Dezember 2024, ISSN 0044-2070 (zeit.de [abgerufen am 15. Dezember 2024]).
183. ↑  r42-sailtraining. 9. November 2022, abgerufen am 5. Dezember 2024.
184. ↑  Stephen Smith: La ruée vers l’Europe. La jeune Afrique en route pour le Vieux Continent. Grasset, 2017, ISBN 978-2-246-80350-8. Kapitel L’obsession des « scènes et types ». S. 227.
185. ↑  Andrea Bachstein: Mittelmeer. Wer Flüchtlinge rettet, der hilft auch Schleusern. In: Süddeutsche.de. 18. April 2017, abgerufen am 9. September 2020.
186. ↑  EU border force flags concerns over charities’ interaction with migrant smugglers. In: Financial Times. 15. Dezember 2016, abgerufen am 9. September 2020.
187. 1 2  Samuel Schläfli: Dieser Schweizer geht mit Big Data gegen das Sterben auf dem Mittelmeer vor. In: Tageswoche.ch. 16. Mai 2019, abgerufen am 9. September 2020.
188. ↑  FA Lecturer Dr. Lorenzo Pezzani. In: gold.ac.uk. Abgerufen am 9. September 2020.
189. ↑  Marcel Leubecher, Manuel Bewarder: NGO-Schiffe geortet – „Konzertierte Abfahrten aus Libyen festgestellt“. In: Welt.de. 7. Juli 2020, abgerufen am 9. September 2020.
190. ↑  NGO im Mittelmeer: „Wir sind nicht für offene Grenzen“. In: Kurier.at. 30. Juli 2017, abgerufen am 9. September 2020.
191. ↑  Tim Röhn: „Pull-Effekt“ der Seenotrettung. „Die Menschen machen sich dann auf den Weg“. In: Welt.de. 27. Juli 2019, abgerufen am 9. September 2020.
192. ↑  Debatte um Flüchtlingsrettungen. „Reicht nicht, gute Absichten zu haben“: Philosoph kritisiert Mittelmeer-NGOs. In: Focus Online. 15. September 2017, abgerufen am 9. September 2020.
193. ↑  Flüchtlingskrise. Österreich wirft Helfern Kooperation mit Schleusern vor. In: Zeit.de. 18. Juli 2017, abgerufen am 9. September 2020.
194. ↑  Seenotrettung. Ärzte ohne Grenzen widerspricht de Maizière. In: Zeit.de. 19. Juli 2017, abgerufen am 9. September 2020.
195. ↑  Udo Gümpel: Retter oder Helfershelfer? Die „Iuventa“ und die Menschenschmuggler. In: n-tv.de. 4. August 2017, abgerufen am 9. September 2020.
196. ↑  Migration. Schlepper-Fahnder sieht angespannte Lage auf dem Balkan. In: Welt.de. 21. Juli 2018, abgerufen am 9. September 2020.
197. ↑  Legal changes and climate of hatred threaten migrants’ rights in Italy, say UN experts. In: OHCHR.org. 21. November 2018, abgerufen am 9. September 2020.
198. ↑  Ángeles Escrivá: „Cuantos más barcos salen a rescatar inmigrantes, más gente muere“. In: ElMundo.es. 5. Februar 2019, abgerufen am 9. September 2020 (spanisch).
199. ↑  Lucía Abellán, Susana Urra: With no EU policy forthcoming, Spain gets tougher on immigration. In: ElPais.com. 28. Januar 2019, abgerufen am 9. September 2020.
200. ↑  Constanze Reuscher: Umstrittene Rettungseinsätze. EU nimmt Geschäft der Flüchtlingshelfer auf See ins Visier. In: Welt.de. 3. Juli 2017, abgerufen am 9. September 2020.
201. ↑  Andrea Dernbach: Flüchtlinge im Mittelmeer. Gutachten: EU darf Seenotretter nicht bremsen. In: Tagesspiegel.de. 9. August 2017, abgerufen am 9. September 2020.
202. ↑  Marion Trimborn: Rettung von Bootsflüchtlingen. Bundestags-Gutachten stärkt Hilfsorganisationen den Rücken. In: Neue Osnabrücker Zeitung. 3. August 2017, abgerufen am 9. September 2020.
203. ↑  Migration. Der Verhaltenskodex für NGOs. In: WienerZeitung.at. 6. Juli 2017, abgerufen am 9. September 2020.
204. ↑  Reuters: Aid groups snub Italian code of conduct on Mediterranean rescues. In: TheGuardian.com. 31. Juli 2017, abgerufen am 9. September 2020.
205. ↑  Konstantin Kumpfmüller: Seenotrettung. Wer regelt, wie gerettet wird? In: Tagesschau.de. 1. Juli 2019, abgerufen am 12. Januar 2021.
206. ↑  Völkerrechtliche Schutzpflichten gegenüber Migranten in Seenot. (PDF; 110 kB). In: Bundestag.de. Abgerufen am 9. September 2020.
207. ↑  Dominik Straub: Mittelmeer. Streit um private Flüchtlingshelfer kehrt in Italien zurück. In: derStandard.de. 19. März 2018, abgerufen am 9. September 2020.
208. ↑  Nikolaj Nielsen: Spanish NGO boat bosses face jail for rescuing Libya refugees. In: euobserver.com. 27. März 2018, abgerufen am 9. September 2020.
209. ↑  Ivan Camilleri: Migrant rescue ship released by Sicilian authorities. In: TimesOfMalta.com. 20. April 2018, abgerufen am 9. September 2020.
210. ↑  Italy closes investigation against Spanish rescue crew. In: ABCNews.go.com. 15. Mai 2019, abgerufen am 9. September 2020.
211. ↑  Gerichtsentscheid. Italien muss Migranten auf „Sea-Watch 3“ helfen. In: Welt.de. 30. Januar 2019, abgerufen am 25. Dezember 2020.
212. ↑  Sea-Watch 3: Crew and migrants dock boat in Sicily. In: BBC.com. 31. Januar 2019, abgerufen am 12. Januar 2021.
213. ↑  Sea Watch appeals to Human Rights court. In: ANSA.it. 24. Juni 2019, abgerufen am 9. September 2020.
214. ↑  Eilantrag abgelehnt, Einreise verweigert. Flüchtlinge scheitern vor Gericht und müssen auf See bleiben. In: Spiegel.de. 25. Juni 2019, abgerufen am 9. September 2020.
215. ↑  Rackete et autres c. Italie – mesure provisoire refusée pour le Sea Watch 3. (PDF; 108 kB). In: Human Rights Documentation. 25. Juni 2019, abgerufen am 9. September 2020.
216. ↑  Rettungsschiff vor Italien. Salvini wütet gegen deutsche Sea-Watch-Kapitänin. In: Welt.de. 27. Juni 2019, abgerufen am 9. September 2020.
217. 1 2  Dutzende Tote befürchtet. Flüchtlingsschiff kentert im Mittelmeer. (Memento vom 4. Juli 2019 im Internet Archive). In: Tagesschau.de. 4. Juli 2019, abgerufen am 9. September 2020.
218. ↑  Mauro Indelicato: I migranti partono dalla Libia con in tasca il numero degli avvocati italiani da contattare. In: ilgiornale.it. 21. April 2020, abgerufen am 9. September 2020.
219. ↑  Marcus Engler: Libyen – ein schwieriger Partner der europäischen Migrationspolitik. In: Bundeszentrale für politische Bildung. 28. Juni 2017, abgerufen am 9. September 2020.
220. ↑  Abdulkadder Assad: ICC probes Libyan Coast Guard over alleged attack on rescue NGOs. In: LibyaObserver.ly. 6. Juli 2017, abgerufen am 9. September 2020.
221. ↑  Ivan Martin: Release NGO rescue craft at once, MEP delegation tells government. In: TimesOfMalta.com. 18. September 2018, abgerufen am 9. September 2020.
222. ↑  Vanessa Vu: Zivile Seenotrettung. Malta verlangt von NGO Ende der Rettungsmissionen. In: Zeit.de. 26. September 2018, abgerufen am 9. September 2020.
223. ↑  Denise Grech: Transport Ministry taken to court over ‘abuse of power’. In: TimesOfMalta.com. 11. Dezember 2018, abgerufen am 9. September 2020.
224. ↑  Nach quälend langer Wartezeit. 49 gerettete Migranten der „Sea-Watch 3“ erreichen Malta. In: Osnabrücker Zeitung. 9. Januar 2019, abgerufen am 9. September 2020.
225. ↑  Lorenzo Tondo, Sam Jones: Italy grounds two planes used to search for migrant boats. In: TheGuardian.com. 27. August 2019, abgerufen am 9. September 2020.
226. ↑  Senat hebt Immunität von früherem Innenminister Salvini auf. In: Zeit.de. 31. Juli 2020, abgerufen am 9. September 2020.
227. ↑  The Migrants Files: Trece años de inmigración: más de 23.000 muertos por intentar alcanzar Europa. In: ElConfidencial.com. 31. März 2014, abgerufen am 9. September 2020.
228. ↑  Neue Schätzung: Mindestens 23.000 tote Flüchtlinge seit dem Jahr 2000. In: ProAsyl.de. 31. März 2014, archiviert vom Original am 13. April 2014; abgerufen am 9. September 2020.
229. ↑  Fatal Journeys. Volume 3, Part 1: Improving Data on Missing Migrants. (PDF; 12,7 MB). In: Publications.IOM.int. IOM’s Global Migration Data Analysis Centre, 2017, ISBN 978-92-9068-744-3, S. 8. Abgerufen am 9. September 2020.
230. ↑  Over 40 people ‘die of thirst’ in Sahara Desert. In: BBC.com. 1. Juni 2017, abgerufen am 9. September 2020.
231. ↑  Jens Borchers: Flüchtlinge in Niger. Endstation Teneré-Wüste. (Memento vom 17. August 2017 im Internet Archive). In: Tagesschau.de. 17. August 2017, abgerufen am 9. September 2020.
232. ↑  Opferbilanz der UN. Mehr als 5000 Flüchtlinge starben 2016 im Mittelmeer. In: FAZ.net. 6. Januar 2017, abgerufen am 9. September 2020.
233. ↑  Flucht nach Europa. In: UNO-Flüchtlingshilfe.de. Abgerufen am 12. Januar 2021.
234. 1 2 3 4  UNHCR: Europe Sea Arrivals. In: Operational Data Portal. UNHCR, abgerufen am 26. Juni 2025 (englisch).
235. 1 2  ?
236. 1 2 3 4  Refugees and migrants crossing the Mediterranean to Europe. (PDF; 530 kB). In: UNHCR. 4. August 2015, abgerufen am 9. September 2020.
237. 1 2 3 4  The Refugee Crisis Through Statistics. (PDF; 1,1 MB). In: ESIweb.org. 30. Januar 2017, S. 13, abgerufen am 9. September 2020.
238. 1 2 3  Italy Sea Arrivals Dashboard. January–December 2016. (PDF; 350 kB). In: UNHCR.org Abgerufen am 9. September 2020.
239. ↑  Charles Heller, Lorenzo Pezzani: Death by Rescue. The lethal effects of the eu’s policies of non-assistance at sea. (PDF; 550 kB). In: Statewatch.org. Goldsmiths, University of London, 2015, abgerufen am 9. September 2020.
240. ↑  EU verdreifacht die Mittel für Triton-Mission. In: Euronews.com. 23. April 2015, abgerufen am 9. September 2020.
241. ↑  Owen Bowcott: ICC submission calls for prosecution of EU over migrant deaths. In: TheGuardian.com. 3. Juni 2019, abgerufen am 12. November 2021.
242. ↑  EU border force flags concerns over charities’ interaction with migrant smugglers. In: Financial Times. Abgerufen am 9. September 2020.
243. ↑  Paul-Anton Krüger: Flüchtlingsdrama im Mittelmeer. Tragödie kurz vor der Rettung. In: Sueddeutsche.de. 6. August 2015, abgerufen am 9. September 2020.
244. ↑  Claudio Deiana, Vikram Maheshri, Giovanni Mastrobuoni: Migration at Sea: Unintended Consequences of Search and Rescue Operations. (Memento des Originals vom 10. September 2020 im Internet Archive)  Info: Der Archivlink wurde automatisch eingesetzt und noch nicht geprüft. Bitte prüfe Original- und Archivlink gemäß Anleitung und entferne dann diesen Hinweis. 16. September 2019, abgerufen am 9. September 2020.
245. ↑  Edith Meinhart: Migrationsforscher Paul Scheffer: „Es gibt auch eine Arroganz der Ohnmacht“. In: profil.at. 8. März 2016, abgerufen am 9. September 2020.
246. ↑  deutschlandfunkkultur.de: Migrationsforscher: Asylsystem bleibt tödlich. Abgerufen am 19. Juni 2023.
247. ↑  Matthias Rüb: Strafen für Seenotretter. Salvinis neue Drohkulisse. In: FAZ.net. 26. Juli 2019, abgerufen am 9. September 2020.
248. ↑  Flucht über das Mittelmeer. „Alarmierender Anstieg der Todesfälle“. (Memento vom 3. Juli 2018 im Internet Archive). In: Tagesschau.de. 3. Juli 2018, abgerufen am 9. September 2020.
249. ↑  As Mediterranean Sea arrivals decline and death rates rise, UNHCR calls for strengthening of search and rescue. In: UNHCR. 6. Juli 2018, abgerufen am 9. September 2020.
250. ↑  International Organization for Migration (Hrsg.): Fatal Journeys. Tracking Lives Lost during Migration. 2014, S. 20 (englisch, online [PDF; 1,8 MB; abgerufen am 9. September 2020]).
251. ↑  Alessia di Pascale: Migration Control at Sea: The Italian Case. In: Bernard Ryan, Valsamis Mitsilegas (Hrsg.): Extraterritorial Immigration Control: Legal Challenges. Nijhoff, 2010, ISBN 978-90-04-17233-3, S. 294 f.
252. 1 2 3  Lives lost in the Mediterranean Sea: Who is responsible? Resolution 1872 des Europarates (Endfassung) auf der Basis des Berichts des Committee on Migration, Refugees and Displaced Persons. (PDF; 820 kB). Berichterstatterin: Tineke Strik, 5. April 2012, abgerufen am 9. September 2020.
253. ↑  Flüchtlingstragödie. Schreie vor Lampedusa wurden „immer schwächer“. In: welt.de. 4. Oktober 2013, abgerufen am 9. September 2020.
254. ↑  Jan-Christoph Kitzler, BR: Nach der Katastrophe vor Lampedusa. Mehr als 270 Leichen geborgen. In: Tagesschau.de. 8. Oktober 2013, archiviert vom Original am 8. Januar 2014; abgerufen am 9. September 2020.
255. ↑  Tilmann Kleinjung, BR: Flüchtlingstragödie von Lampedusa. Straftatbestand: Illegale Einwanderung. In: Tagesschau.de. 7. Oktober 2013, archiviert vom Original am 1. September 2014; abgerufen am 9. September 2020.
256. ↑  Neil Camilleri: 11 October 2013 tragedy: Italian prosecutors seek manslaughter charges for two Italian officers. In: Independent.com. 18. Dezember 2017, abgerufen am 9. September 2020.
257. ↑  Reiner Wandler: Exklave Ceuta: 15 tote Flüchtlinge und keine Konsequenzen. In: derStandard.at. 9. Februar 2015, abgerufen am 9. September 2020.
258. ↑  Bootsunglück. Hunderte Flüchtlinge vermutlich im Mittelmeer ertrunken. In: FAZ.net. 11. Februar 2015, abgerufen am 9. September 2020.
259. ↑  Patrick Kingsley: Hundreds of migrants feared dead in Mediterranean this week. In: TheGuardian.com. 11. Februar 2015, abgerufen am 13. August 2018.
260. ↑  Hundreds of migrants killed in new Mediterranean tragedy, says UN. In: BBC.com. 11. Februar 2015, abgerufen am 9. September 2020.
261. ↑  Albrecht Meier: Schiffsunglück im Mittelmeer vor libyscher Küste. Hilfsorganisation befürchtet Tod von 400 Flüchtlingen. In: stern.de. 15. April 2015, abgerufen am 9. September 2020.
262. ↑  Neues Drama im Mittelmeer. Boot mit über 700 Flüchtlingen kentert. In: n24.de. 19. April 2015, archiviert vom Original am 20. April 2015; abgerufen am 9. September 2020.
263. 1 2  «Die Schmuggler haben die Türen geschlossen». In: Tagesanzeiger.ch. 20. April 2015, abgerufen am 9. September 2020.
264. ↑  Flüchtlingsdramen vor Libyen und Kreta. Hunderte Tote im Mittelmeer befürchtet. (Memento vom 3. Juni 2016 im Internet Archive). In: Tagesschau.de. 3. Juni 2016, abgerufen am 9. September 2020.
265. ↑  Egypt migrant boat capsize: Hundreds feared dead. In: BBC.com. 22. September 2016, abgerufen am 9. September 2020.
266. ↑  115 Bodies Pulled of the Waters After Egypt Boat Tragedy. (Memento vom 23. September 2016 im Internet Archive). In: NYTimes.com. 23. September 2016, abgerufen am 9. September 2020.
267. ↑  Bootsunglück am Donnerstag. Hilfsorganisation befürchtet bis zu 200 Tote vor Libyen. (Memento vom 3. Oktober 2020 im Internet Archive). In: idowa.de. 27. Juli 2019, abgerufen am 12. November 2021.
268. ↑  Trotz Bootsdrama: Italien lässt Migranten auf Schiff. (Seite nicht mehr abrufbar. Suche in Webarchiven) In: FAZ.net. 28. Juli 2019.
269. ↑  Seenotrettung. Rettungsschiff legt doch in Sizilien an. In: dw.com. 28. Juli 2019, abgerufen am 9. September 2020.
270. ↑  Fast 100 Migranten bei Bootsunglück ertrunken. In: tagesschau.de. 4. April 2022, abgerufen am 4. April 2022.
271. ↑  Διπλή ναυτική τραγωδία με πρόσφυγες σε Λέσβο και Κύθηρα. In: efsyn.gr. 6. Oktober 2022, abgerufen am 13. März 2023 (griechisch).
272. ↑  Πτώμα κοντά στο πολύνεκρο ναυάγιο των Κυθήρων τρεισήμισι μήνες μετά. In: efsyn.gr. 24. Januar 2023, abgerufen am 13. März 2023 (griechisch).
273. ↑  Συνεχίζεται η ανάσυρση των θυμάτων από το ναυάγιο του Καφηρέα. In: efsyn.gr. 16. November 2022, abgerufen am 13. März 2023 (griechisch).
274. ↑  Το τραγικό ναυάγιο της Καλαβρίας και ο ρόλος της Frontex. In: efsyn.gr. 7. März 2023, abgerufen am 13. März 2023 (griechisch).
275. ↑  Pakistani athlete Shahida Raza, 29, among those killed in migrant boat shipwreck. In: cnn.com. 2. März 2023, abgerufen am 13. März 2023 (englisch).
276. 1 2  Viele Pakistani nach Bootsunglück vor Griechenland vermisst. In: n-tv.de. 23. Juni 2023, abgerufen am 24. Juni 2023.
277. ↑  Panik auf Flüchtlingsboot – Behörden rechnen mit über 500 Toten bei Griechenland-Bootsunglück. In: srf.ch. 15. Juni 2023, abgerufen am 15. Juni 2023.
278. ↑  Paul Kreiner, Ulrike Scheffer: Muslime sollen Christen über Bord geworfen haben. Religiöser Hass unter Flüchtlingen? In: Tagesspiegel.de. 17. April 2015, abgerufen am 9. September 2020.
279. ↑  anr: Festnahmen in Italien. Gewaltexzess auf Flüchtlingsboot im Mittelmeer. In: Spiegel.de. AP, AFP, 9. September 2020, abgerufen am 8. September 2015.
280. ↑  Annette Reuther / DPA: Religiöser Hass auf Flüchtlingsbooten. „Ich sah, wie sie ins Meer geworfen wurden“. In: stern.de. 17. April 2015, abgerufen am 9. September 2020.
281. ↑  Dieter Prokop: Europa mit der Moralkeule. tredition GmbH, 2017, ISBN 978-3-7439-3034-6. Unter: Das Naturrecht wird zur Moralkeule, wenn die ihm immanente Regel der Angemessenheit nicht befolgt wird, S. 29 ff.
282. ↑  Dieter Prokop: Europa mit der Moralkeule. tredition GmbH, 2017, ISBN 978-3-7439-3034-6. Unter: ›Schluss mit der Debatte!‹: Opfermythen als Mittel der moralischen Inhaftungnahme der Bevölkerung, S. 69 ff.
283. ↑  Wieder Flüchtlingsschiffe in Seenot. Italien und Malta starten Rettungsaktion. (Memento vom 21. April 2015 im Internet Archive). In: Tagesschau.de. 20. April 2015, abgerufen am 12. Januar 2021.
284. ↑  Renzi übt scharfe Kritik. EU-Gipfel einigt sich auf Flüchtlingsverteilung – nach heftigem Streit. In: Focus.de. 9. September 2015, abgerufen am 12. Januar 2021.
285. ↑  www.camera.it/leg17/1132 Missione in Libia, approvata la risoluzione di maggioranza. In: camera.it. 2. August 2017, abgerufen am 12. Januar 2021.
286. ↑  Max Holscher: Flüchtlinge im Mittelmeer. Italien plant Militäreinsatz vor Libyen – darum geht es. In: Spiegel.de. 2. August 2017, abgerufen am 12. Januar 2021.
287. ↑  Jörg Bremer: Italien geht ins Risiko. In: FAZ.net. 5. August 2017, abgerufen am 12. Januar 2021.
288. ↑  Abstimmung im Parlament. Italien beschließt Militäreinsatz vor Libyen. In: Spiegel.de. 2. August 2017, abgerufen am 12. Januar 2021.
289. ↑  Peter Maxwill: Behörden gegen Flüchtlingshelfer. Sperrzone im Mittelmeer. In: Spiegel.de. 14. August 2017, abgerufen am 12. Januar 2021.
290. ↑  tagesschau.de, abgerufen am 8. Juni 2023.
291. ↑  Christopher Hein: Asyl? – Umleitung nach Albanien. In: boell.org. 18. März 2024, abgerufen am 14. Juli 2024.
292. ↑  Katharina Schuler: Asylverfahren in Drittstaaten: Das Modell Ruanda scheidet aus. In: zeit.de. 22. Februar 2024, abgerufen am 14. Juli 2024.
293. 1 2 3  ML mona lisa: Was Flüchtlinge für Malta bedeuten. (Memento vom 6. August 2017 im Internet Archive). In: ZDF.de. 25. März 2017, abgerufen am 9. September 2020.
294. ↑  Ulla Jelpke: Die Festung Europa tötet. (Memento vom 1. April 2015 im Internet Archive). In: Sopos – Sozialistische Positionen. Heft 23/2013, abgerufen am 9. September 2020.
295. ↑  Heribert Prantl: Asylpolitik. Wie die EU Flüchtlinge tötet. In: Sueddeutsche.de. 18. April 2015, abgerufen am 9. September 2020.
296. ↑  Claudia Ehrenstein, Karsten Kammholz: Flüchtlingskrise. „Europa hat Afrika viel zu lange ausgebeutet“. In: Welt.de. 26. April 2015, abgerufen am 9. September 2020.
297. ↑  Thomas Gutschker: Oppermann will Flüchtlinge nach Nordafrika zurückbringen. In: FAZ.net. 5. Februar 2017, abgerufen am 9. September 2020.
298. ↑  Vanessa Vu: Zivile Seenotrettung. Malta lässt festgesetztes Schiff „Seefuchs“ frei. In: Zeit.de. 23. November 2018, abgerufen am 9. September 2020.
299. ↑  Flüchtlinge. Österreich will Mittelmeer-Route schließen. In: FAZ.net. 19. April 2017, abgerufen am 12. Januar 2021.
300. ↑  Kai Biermann, Karsten Polke-Majewski, Tilman Steffen, Sascha Venohr: Seenotrettung im Mittelmeer. Weniger Helfer bedeuten mehr Tote. In: Zeit.de. 19. Juli 2017, abgerufen am 12. Januar 2021.
301. ↑  »Europas Politiker waschen sich ihre Hände in Unschuld – in dem Wasser, in dem die Flüchtlinge ertrinken«. In: Linksfraktion.de. 21. April 2015, abgerufen am 9. September 2020.
302. ↑  Arno Frank: Jauch-Talk über Flüchtlingsdrama. Als alle schwiegen. 20. April 2015, abgerufen am 9. September 2020.
303. ↑  Philip Faigle: Migration. „Wir reichen den Menschen den geladenen Revolver“. Interview mit Paul Collier. In: Zeit.de. 6. Februar 2015, abgerufen am 9. September 2020.
304. ↑  Beppe Severgnini: Common-Sense Steps to Deal With the Migrant Crisis. In: New York Times. 9. Juni 2016, abgerufen am 9. September 2020.